# Urnenfriedhof am Tabor

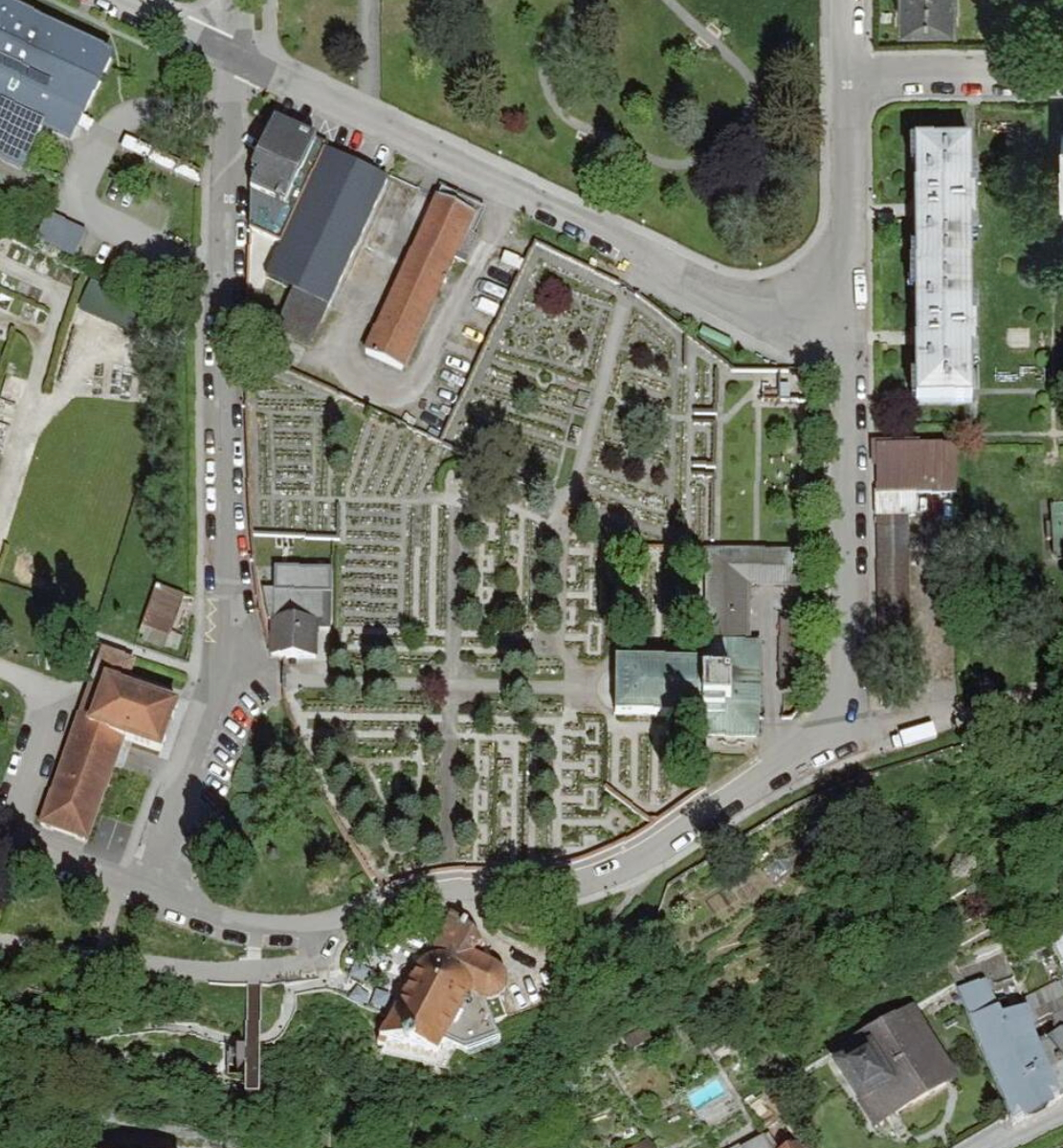
Luftbild mit dem benachbarten Taborturm (links unten)

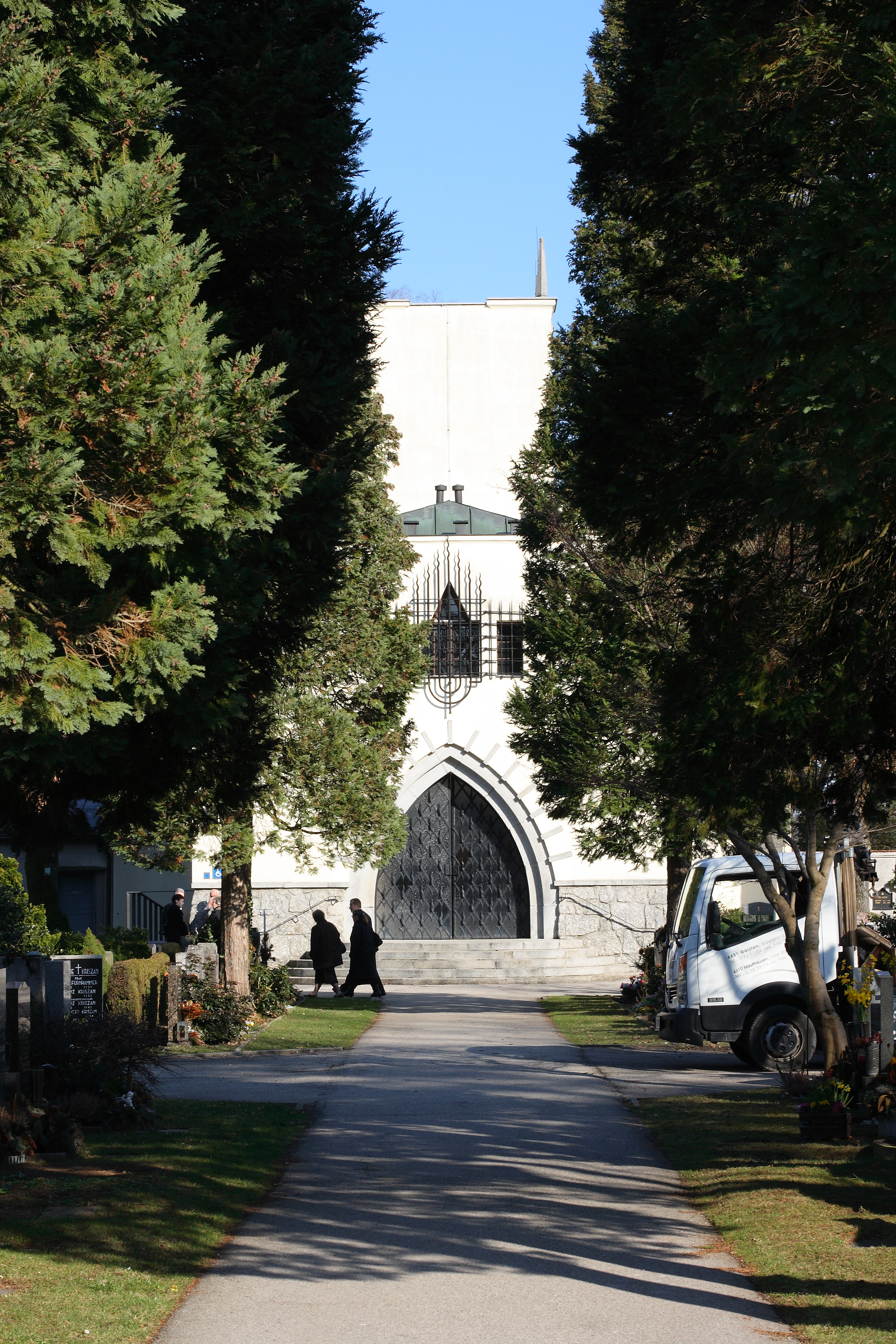
Blick vom Friedhofseingang am Taborweg zum Krematorium

Der Urnenfriedhof am Tabor befindet sich im Stadtteil Tabor der Stadt Steyr in Oberösterreich. Der Urnenfriedhof mit dem Krematorium und einem kleinen Wohnhaus, 1926/1927 mit dem Verein „Flamme“ gegründet, seit 1939 im Besitz der Stadt Steyr, stehen unter Denkmalschutz. In der Zeit des Nationalsozialismus wurde das Krematorium zumindest bis 1941 auch zur Einäscherung von Häftlingsleichen aus dem KZ Mauthausen und seiner Nebenlager genutzt. 

## Allgemeines
Der Urnenfriedhof befindet sich im Stadtteil Tabor (Taborweg 8) nahe der Renaissanceanlage des Taborfriedhofs und des Taborturms. Hier befindet sich das von Franz Koppelhuber geplante Steyrer Krematorium. Der Urnenfriedhof untersteht dem Magistrat Steyr, der benachbarte Taborfriedhof dagegen der Stadtpfarre Steyr und der Vorstadtpfarre St. Michael.

## Geschichte
In den 1920er Jahren wurden auch in Steyr Forderungen nach einer Möglichkeit zur Feuerbestattung laut. Josef Wokral gründete den Verein „Flamme“, der sich für die Errichtung eines Krematoriums einsetzte. Da die römisch-katholische Kirche die Feuerbestattung  strikt ablehnte und besonders gegen die Errichtung eines Krematoriums auf dem Taborfriedhof eintrat, wies der Gemeinderat dem Verein „Flamme“ am 11. Juli 1926 ein dem Taborfriedhof benachbartes Grundstück für einen Urnenhain zu. Der Verein „Flamme“ ließ dort 1926/27 nach Plänen des Steyrer Architekten Franz Koppelhuber ein Krematorium errichten, welches am 26. Juni 1927 als zweites Krematorium Österreichs – nach der Feuerhalle Simmering in Wien – eröffnete. Im Sterbebuch der Stadtpfarre Steyr wird knapp zwei Monate später erstmals eine Person als „im Krematorium zu Steyr eingeäschert“ bezeichnet; es handelte sich dabei um die am 12. August 1927 verstorbene Hedwig Mitterberger (* 1898), die Ehefrau des städtischen Schulinspektors von Steyr. Ende 1939 erwarb die Stadt Steyr den Urnenfriedhof für 115.000 Reichsmark. 1941 war kurzfristig angedacht, den Friedhof aus Hygienegründen aus der Stadt hinaus zu verlegen.

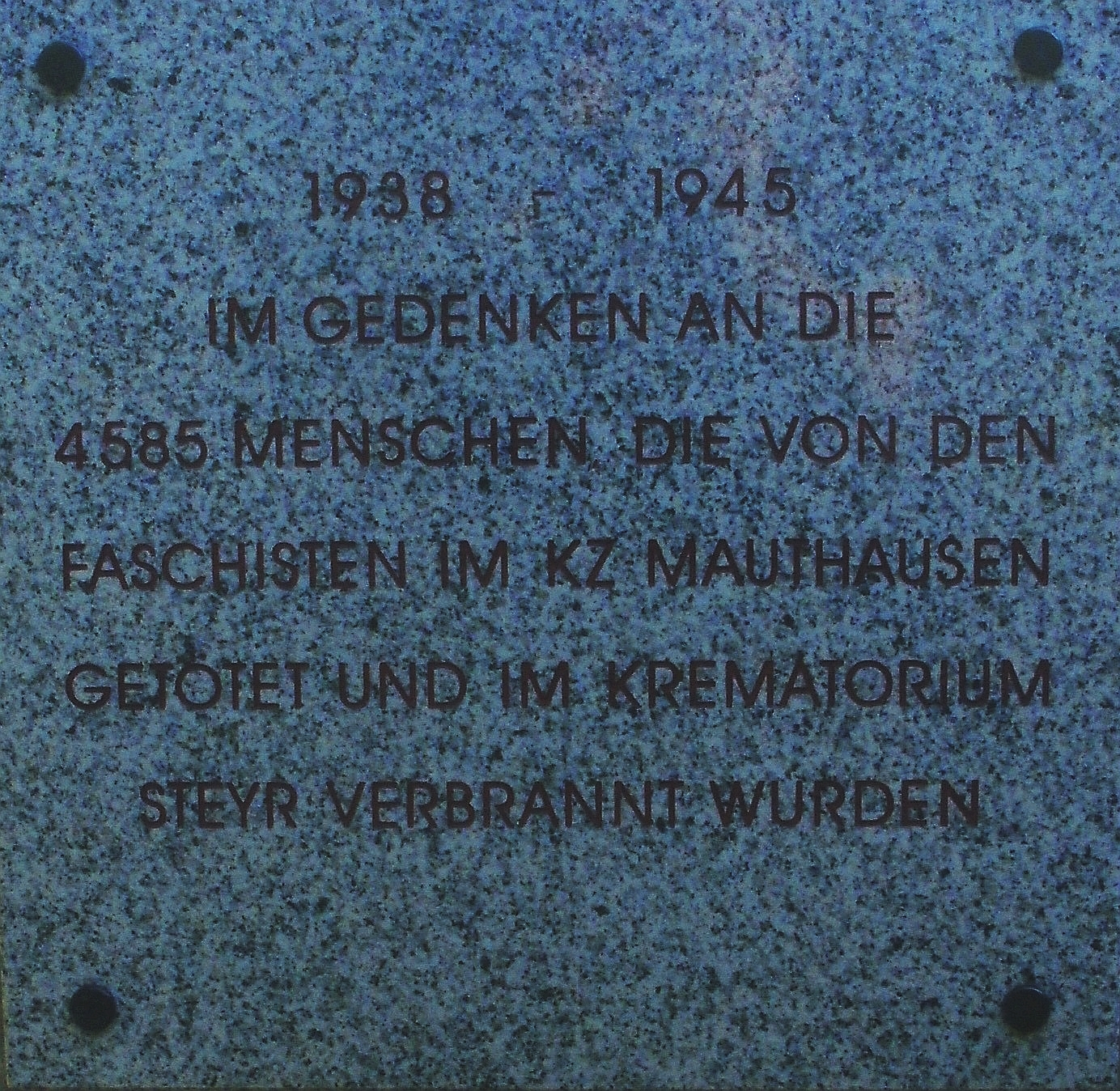
Gedenktafel am NS-Mahnmal im Urnenfriedhof

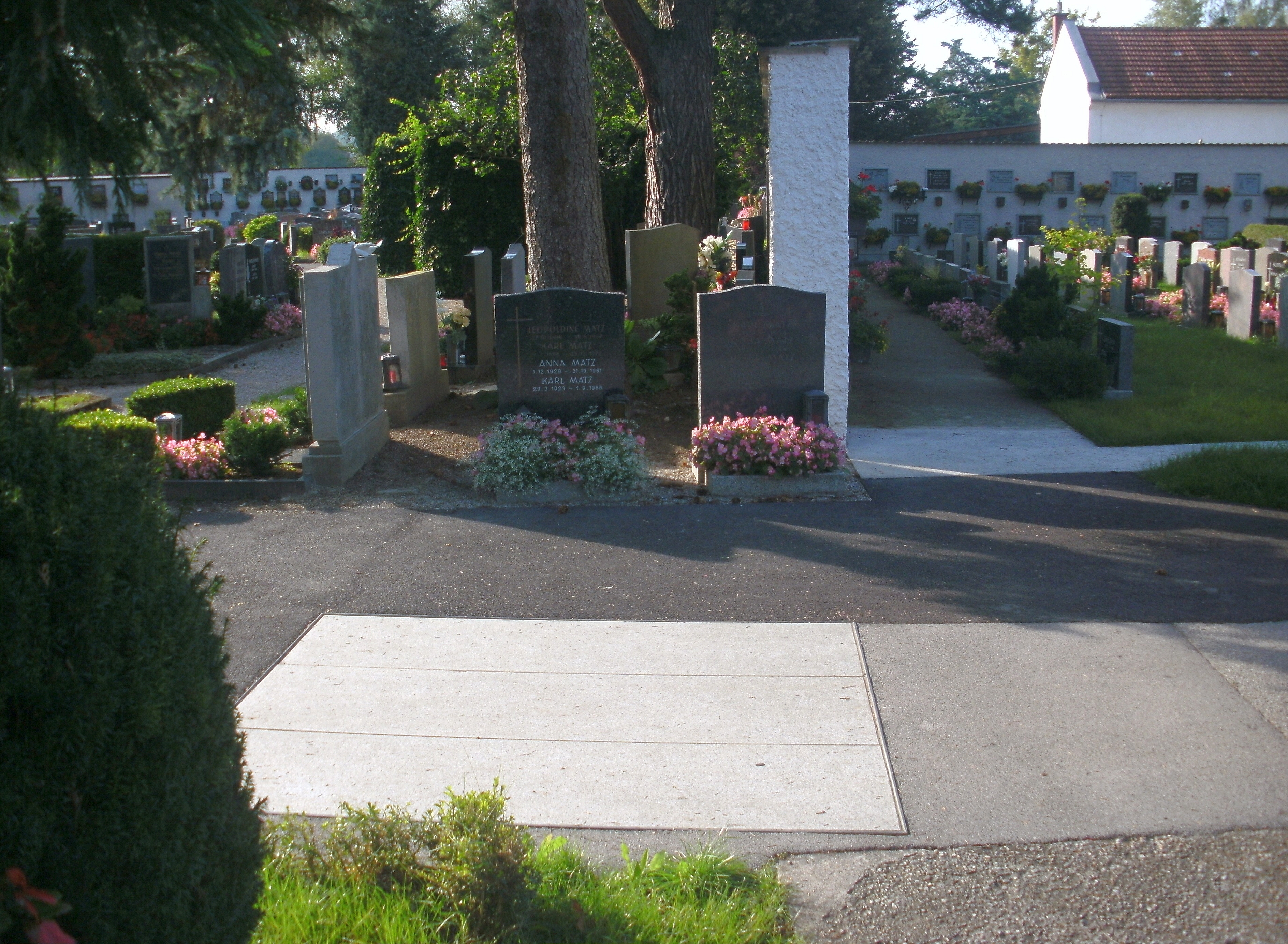
Urnenort der KZ-Häftlinge in einem Verbindungsweg neben einem Friedhofsmauerrest (2016)

In der Zeit des Nationalsozialismus diente das Krematorium auch zur Einäscherung von Häftlingen aus dem KZ Mauthausen und seiner Nebenlager. 1948 wurden wohl am Ende eines Verbindungswegs vor einer ehemaligen Einfriedungsmauer mehr als 1000 Urnen versenkt. Danach wurde der Urnenfriedhof am Tabor wohl erweitert, und dabei ein Teil einer Friedhofsmauer entfernt, der Verbindungsweg verlängert, und dabei das Urnengrab der KZ-Häftlinge überasphaltiert. Aufgrund einer Initiative eines Enkels von Wiktor Ormicki wurde nach dem Ort der Urnen gesucht und 2011 wurde eine Stelle mit Urnen wiedergefunden. Dieser Urnenort ist jetzt mit einer dreiteiligen Schachtabdeckung aus Granit markiert.

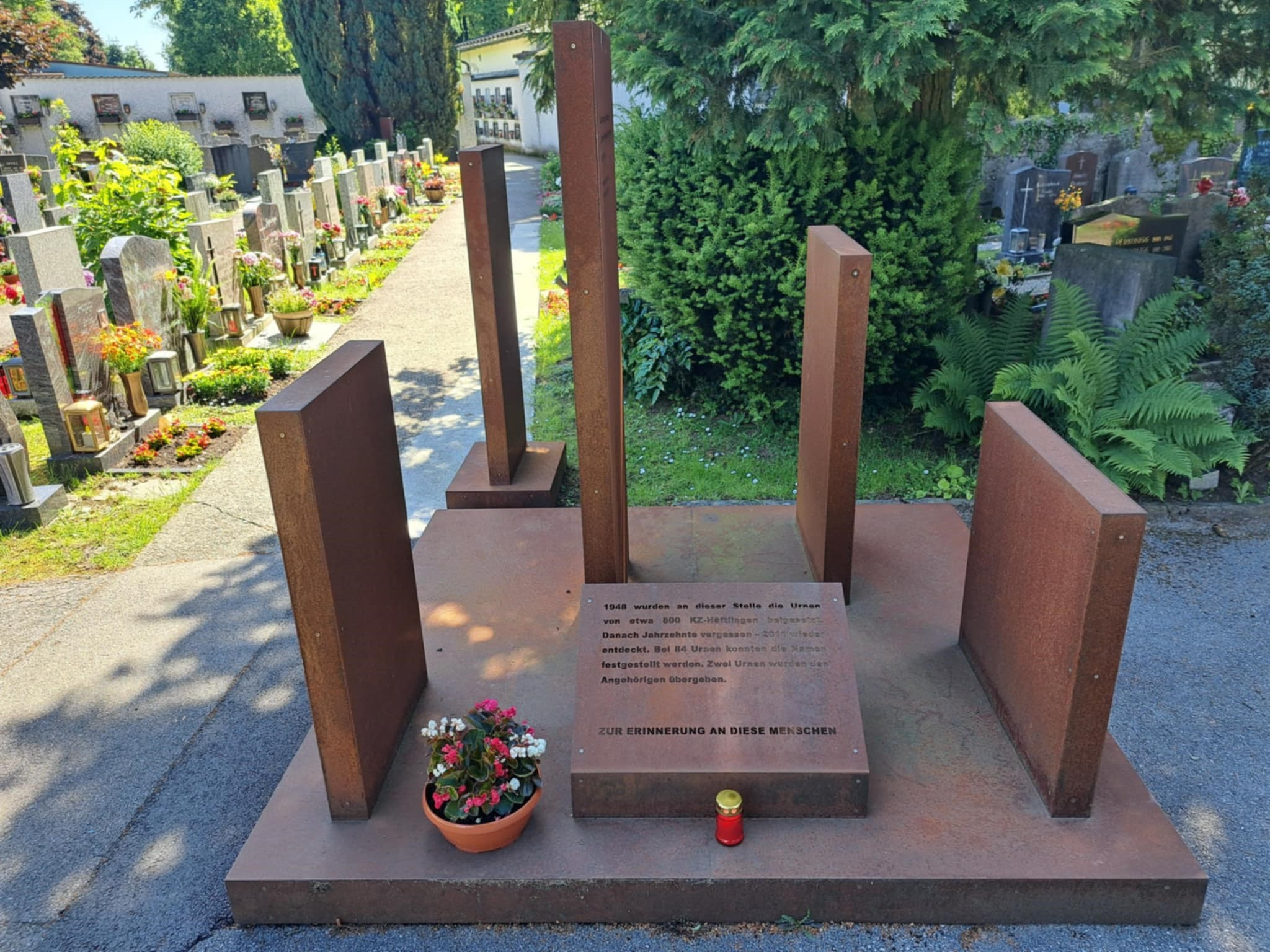
Denkmal zur Erinnerung an die Begräbnisstätte der KZ-Häftlinge (2019)

## Hier bestattete Personen
- Josef Wokral (1875–1926), Bürgermeister von Steyr 1919 bis 1926, Ehrengrab der Stadt Steyr
- Johann Weiss (1885–1934), Sozialdemokrat, bei den  Februarkämpfen 1934 in Linz getötet[11]
- Josef „Sepp“ Ahrer (1908–1934), Sozialdemokrat, nach den Februarkämpfen 1934 in Steyr hingerichtet[12]
- August „Gustav“ Hilber (1909–1934), Sozialdemokrat, bei den Februarkämpfen 1934 in Steyr getötet[12]
- Heinrich Maurer (1914–1934), Sozialdemokrat, bei den Februarkämpfen 1934 in Steyr getötet[12]
- Franz Sichlrader (1895–1962), Bürgermeister von Steyr 1926 bis 1934
- Leopold Steinbrecher (1886–1964), Bürgermeister von Steyr  1945 bis 1958
- Richard Romanowsky (1883–1968), Schauspieler, Ehrengrab der Stadt Steyr
- Hans Breirather (1899–1980), Ziehvater von Sidonie Adlersburg (1933–1943), siehe Abschied von Sidonie
- Josef Fellinger (1910–1981), Bürgermeister von Steyr 1958 bis 1974
- Dora Dunkl (1925–1982), Lyrikerin und Schriftstellerin
- Hermann Leithenmayr (1941–2010), Bürgermeister von Steyr  1991 bis 2001[13]
- Hermann Reichl (1937–2022), Landesrat in der oberösterreichischen Landesregierung 1973 bis 1990

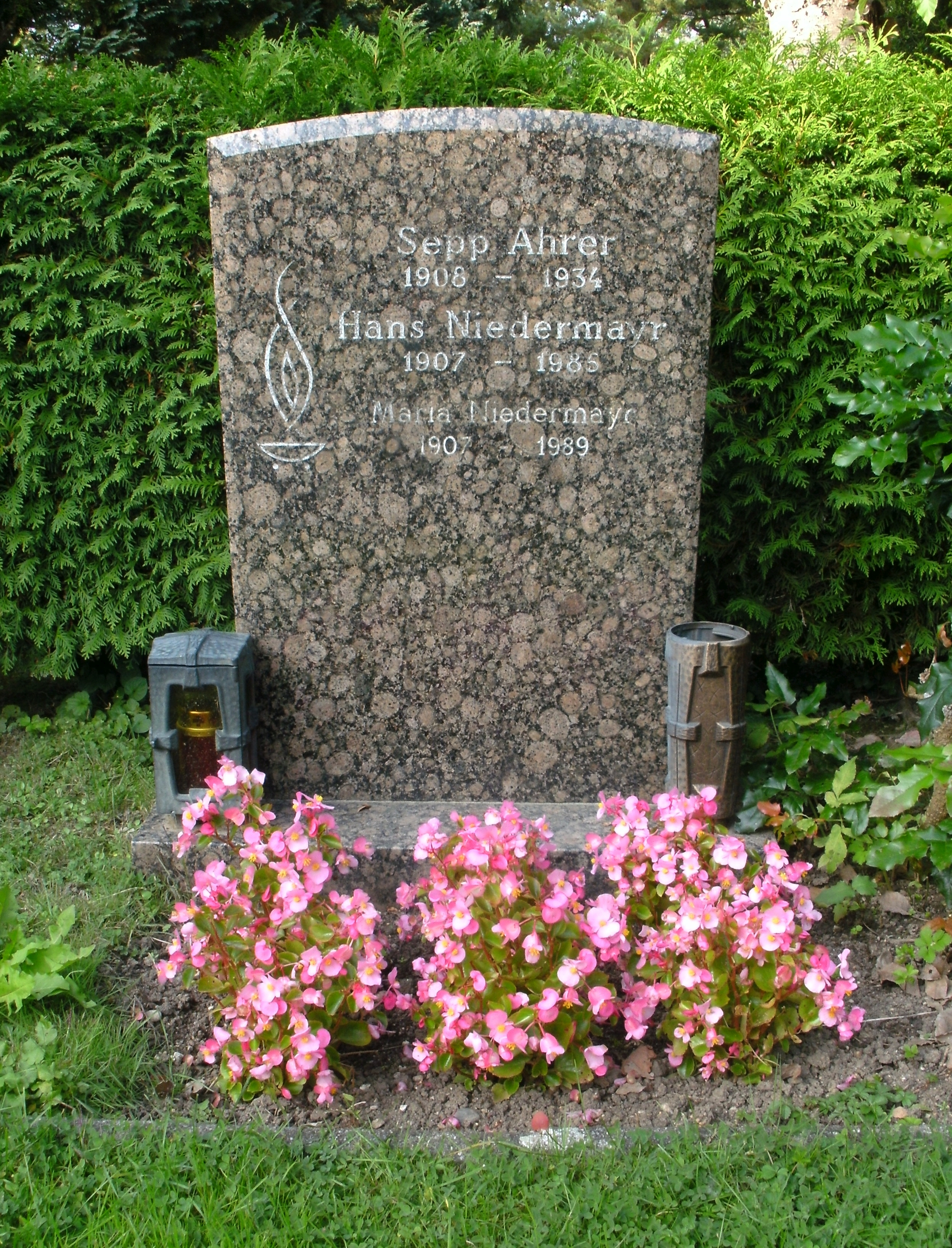
Grab Josef „Sepp“ Ahrer
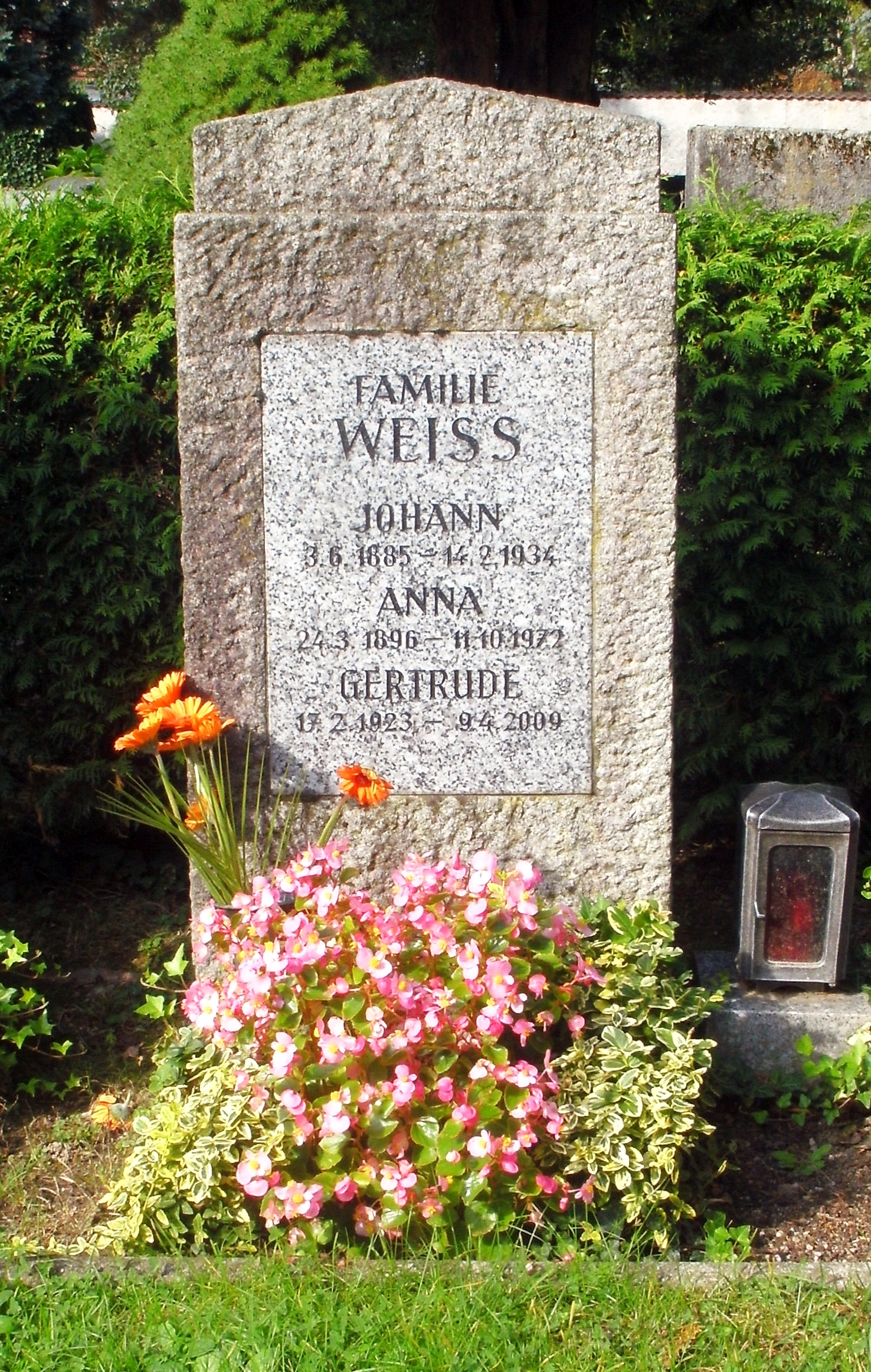
Grab Johann Weiss
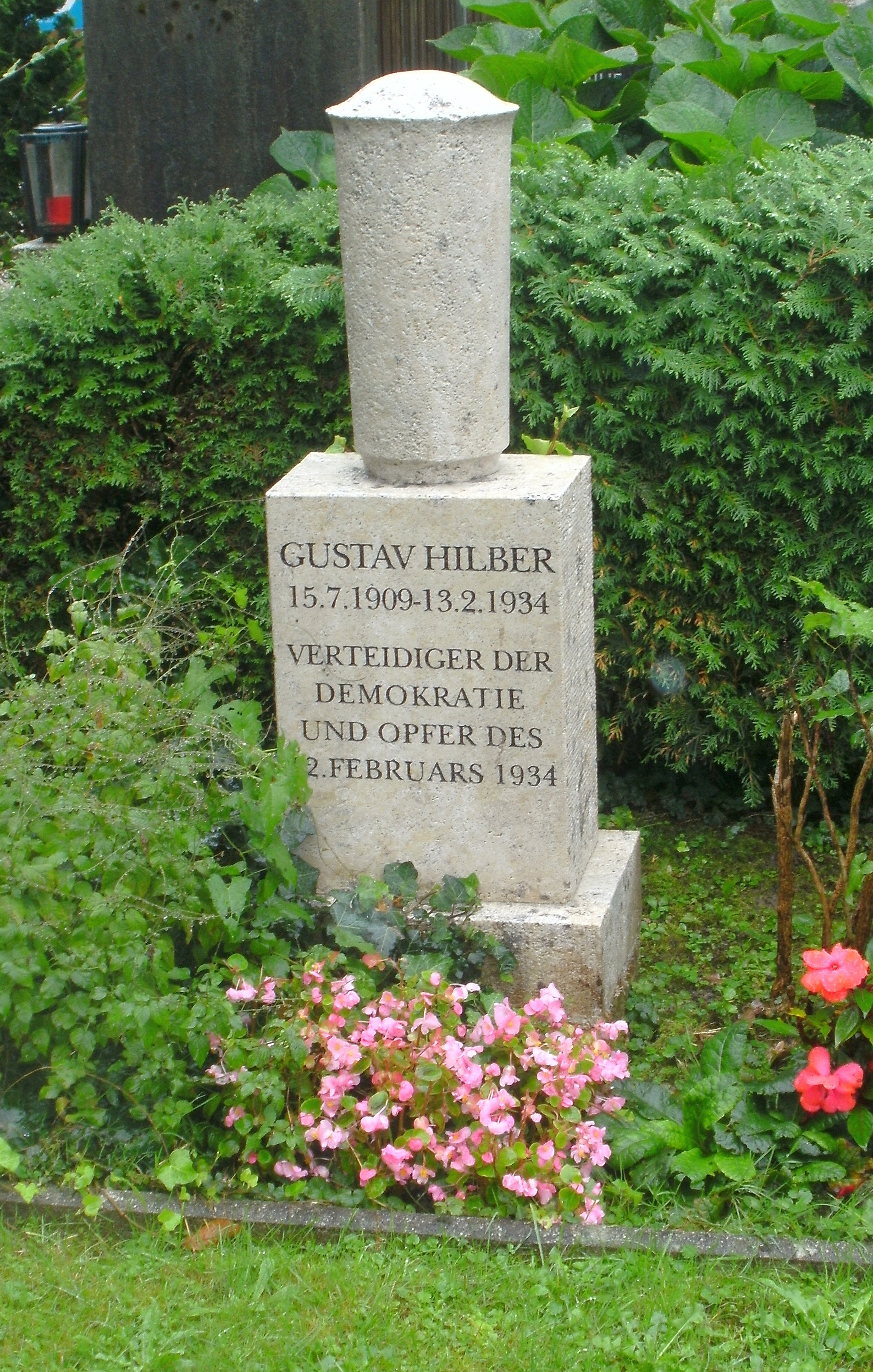
Grab August „Gustav“ Hilber
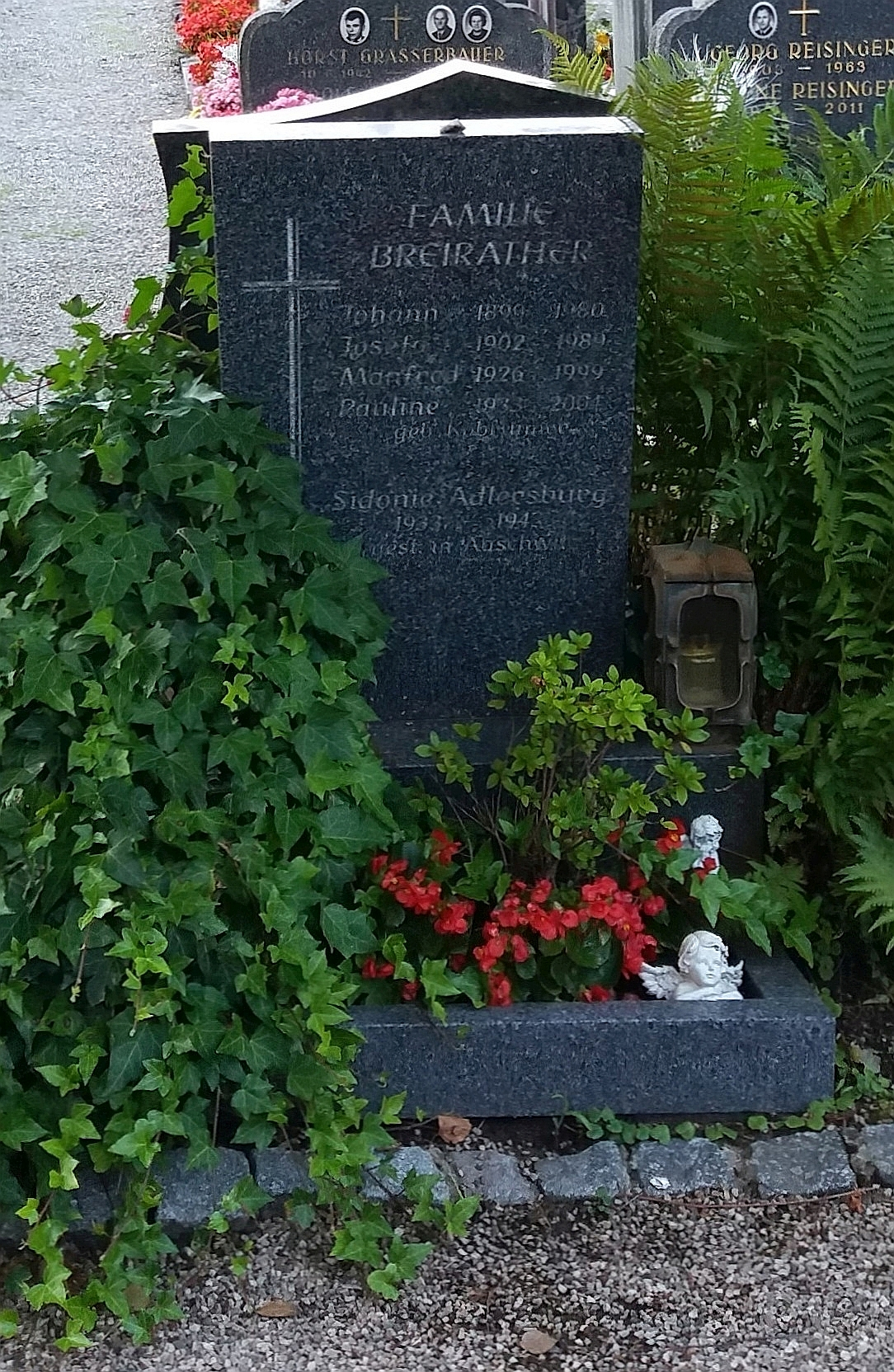
Grab Breirather mit Inschrift für Ziehtochter Sidonie Adlersburg
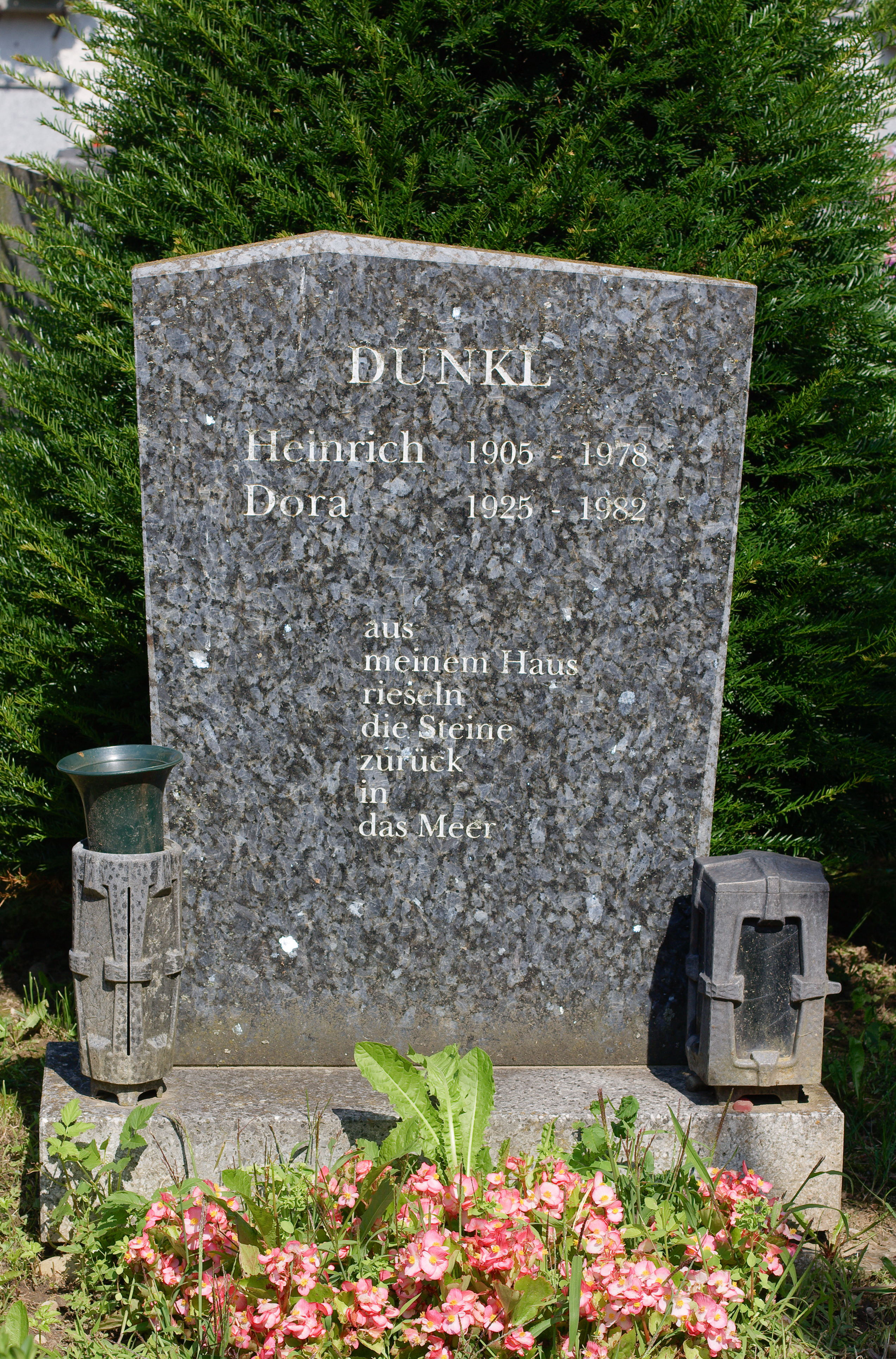
Grab Dora Dunkl
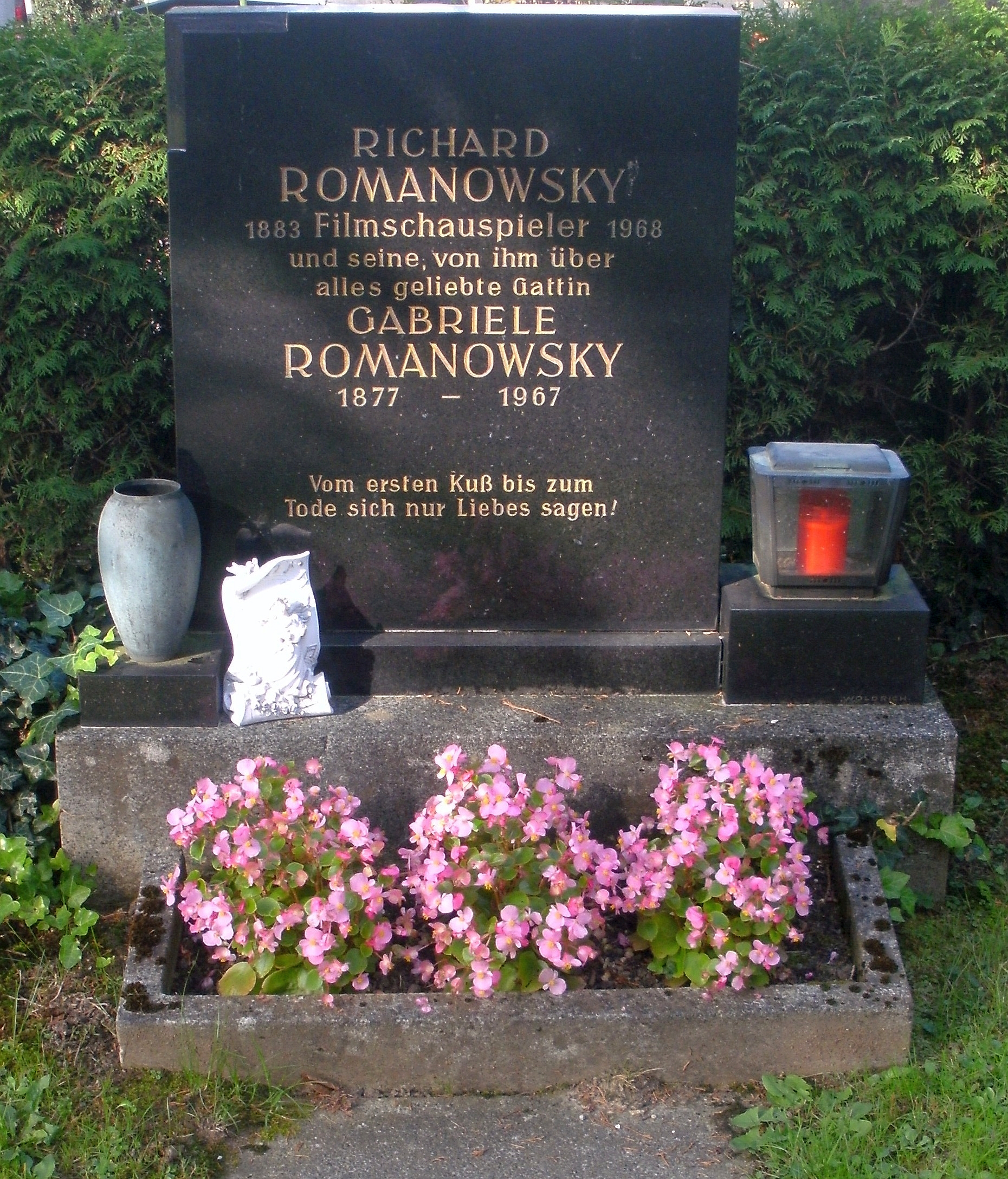
Ehrengrab Richard Romanowsky
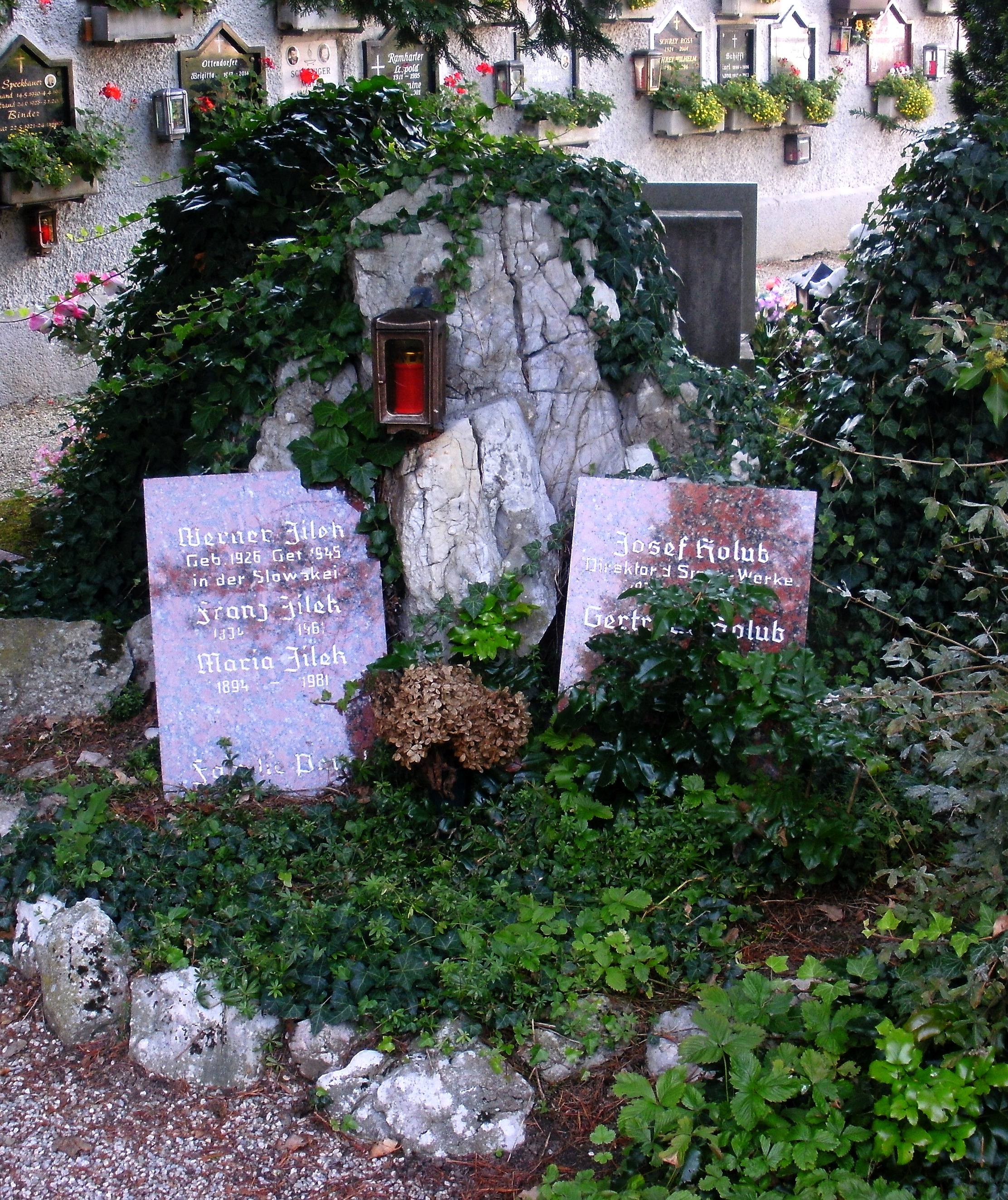
Grab Direktor Josef Holub
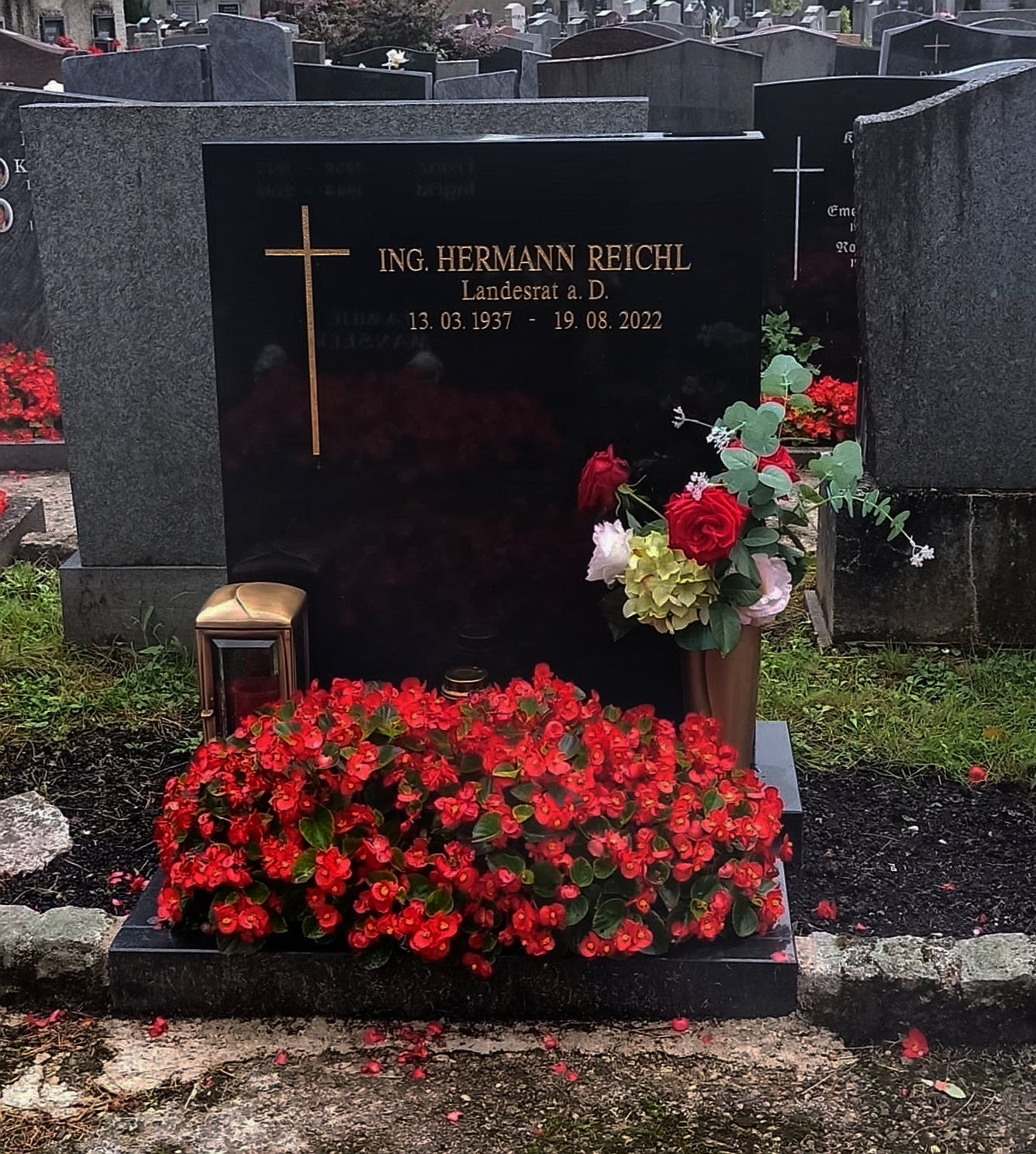
Grab Landesrat Hermann Reichl
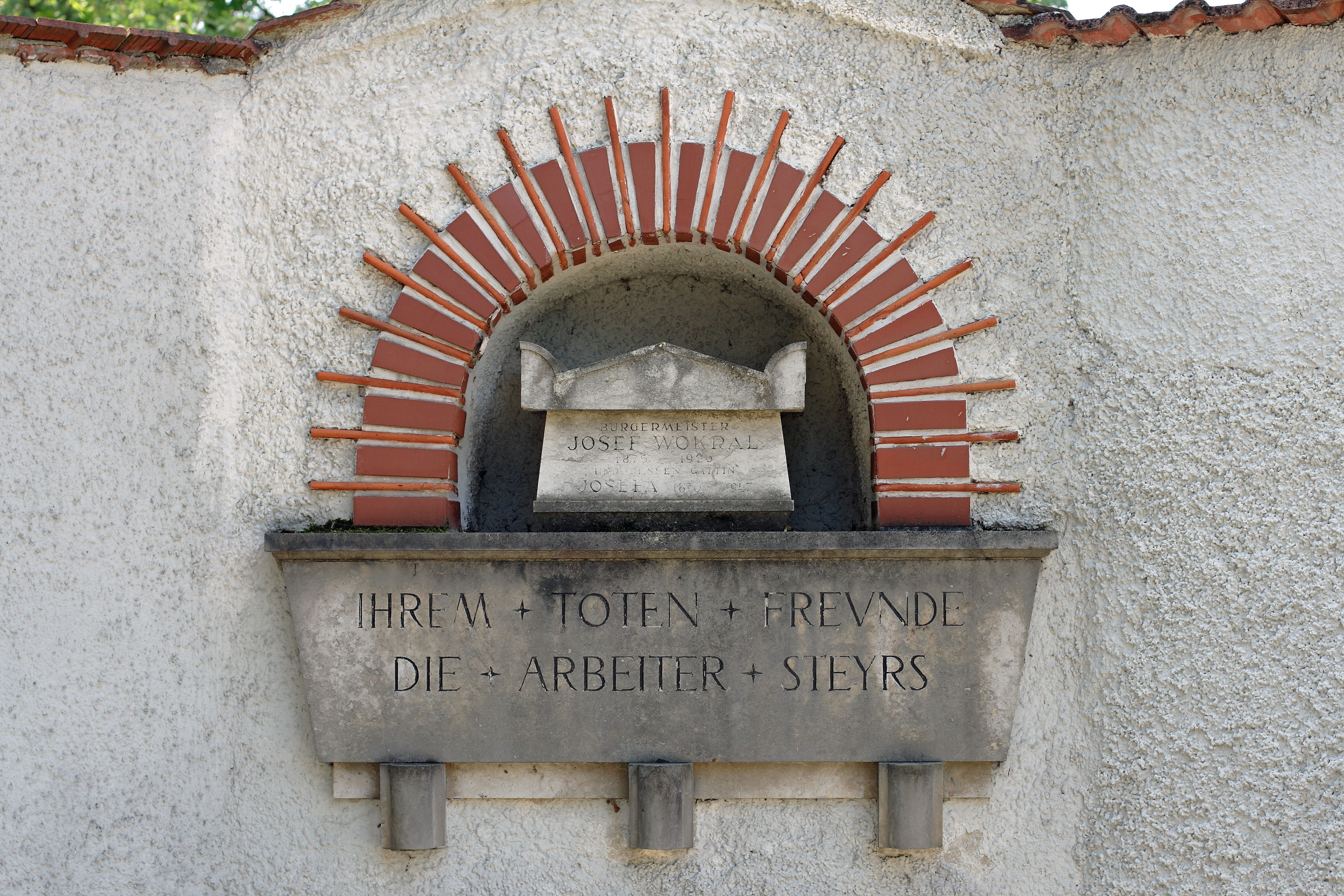
Ehrengrab Bürgermeister Wokral
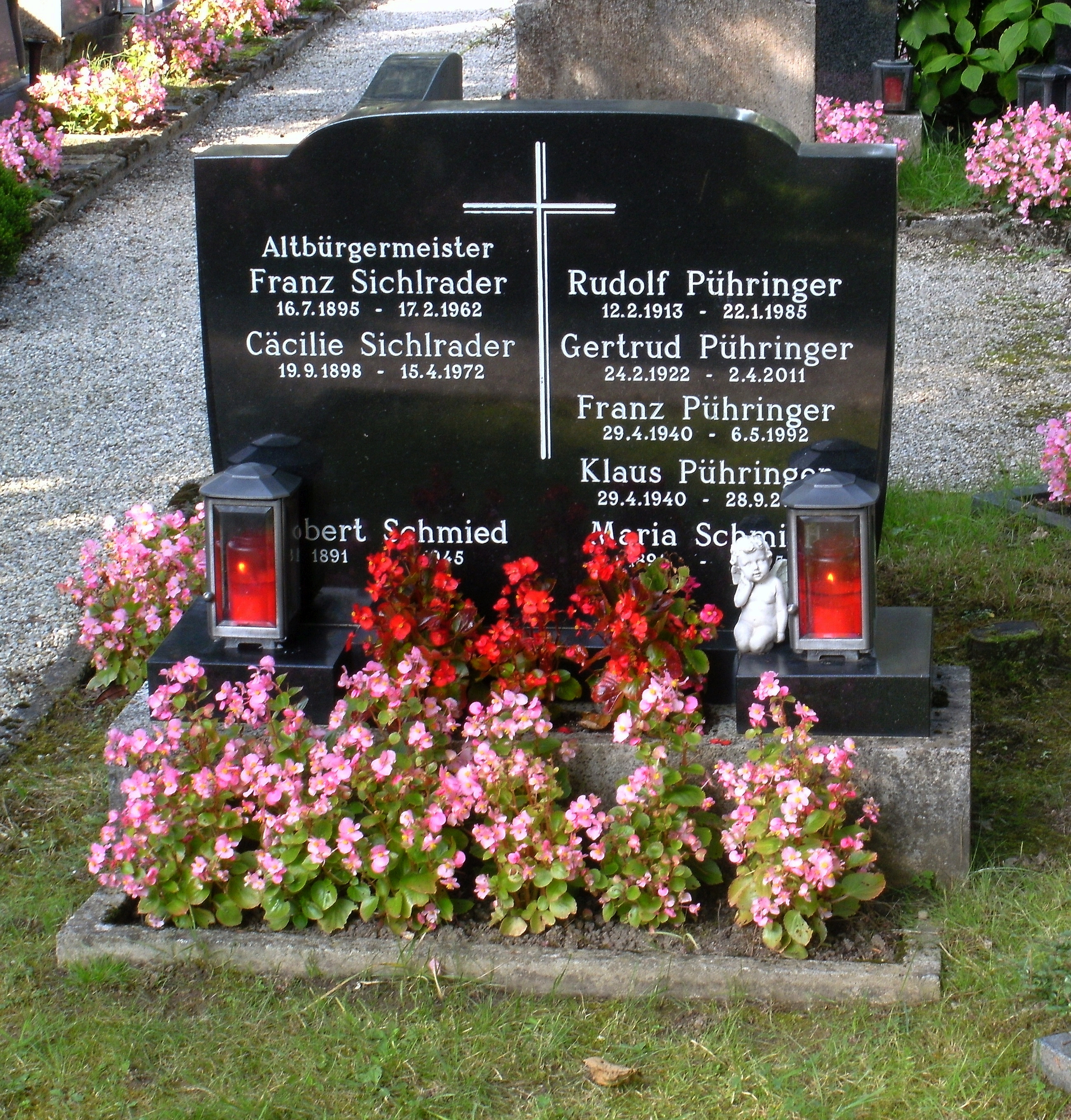
Grab Bürgermeister Sichlrader
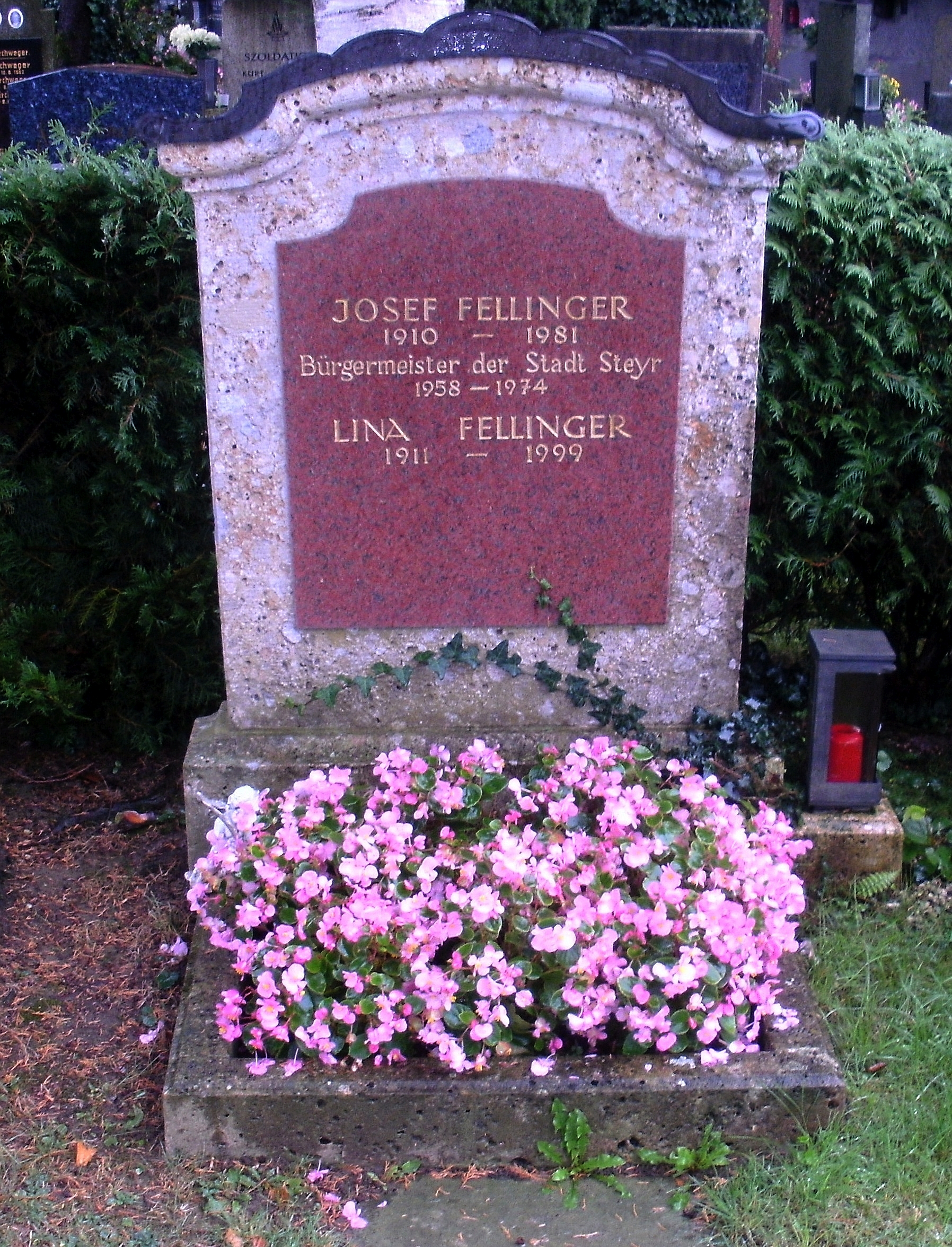
Grab Bürgermeister Fellinger
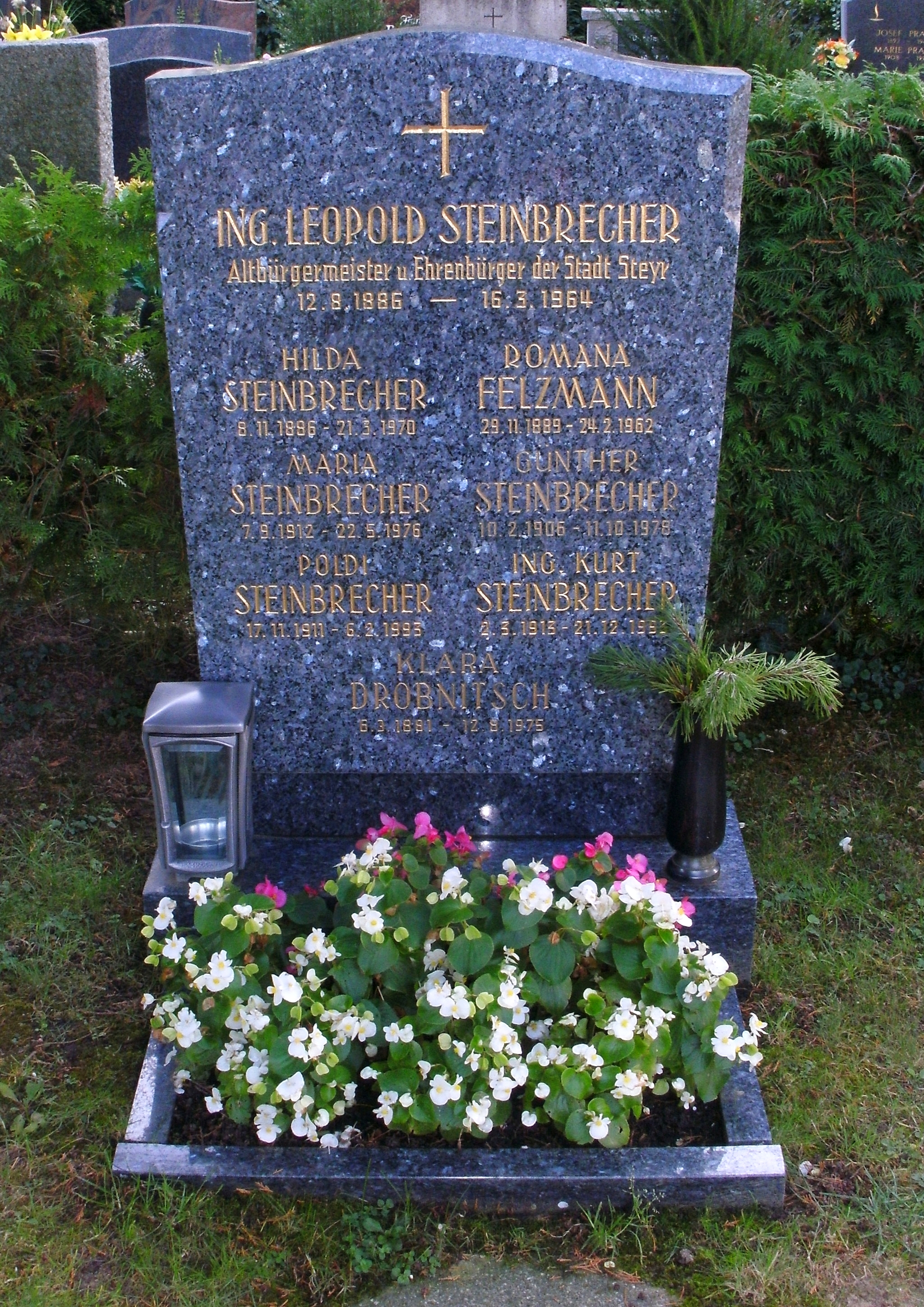
Grab Bürgermeister Steinbrecher

## Ansichten der Anlage

### Friedhofseingänge

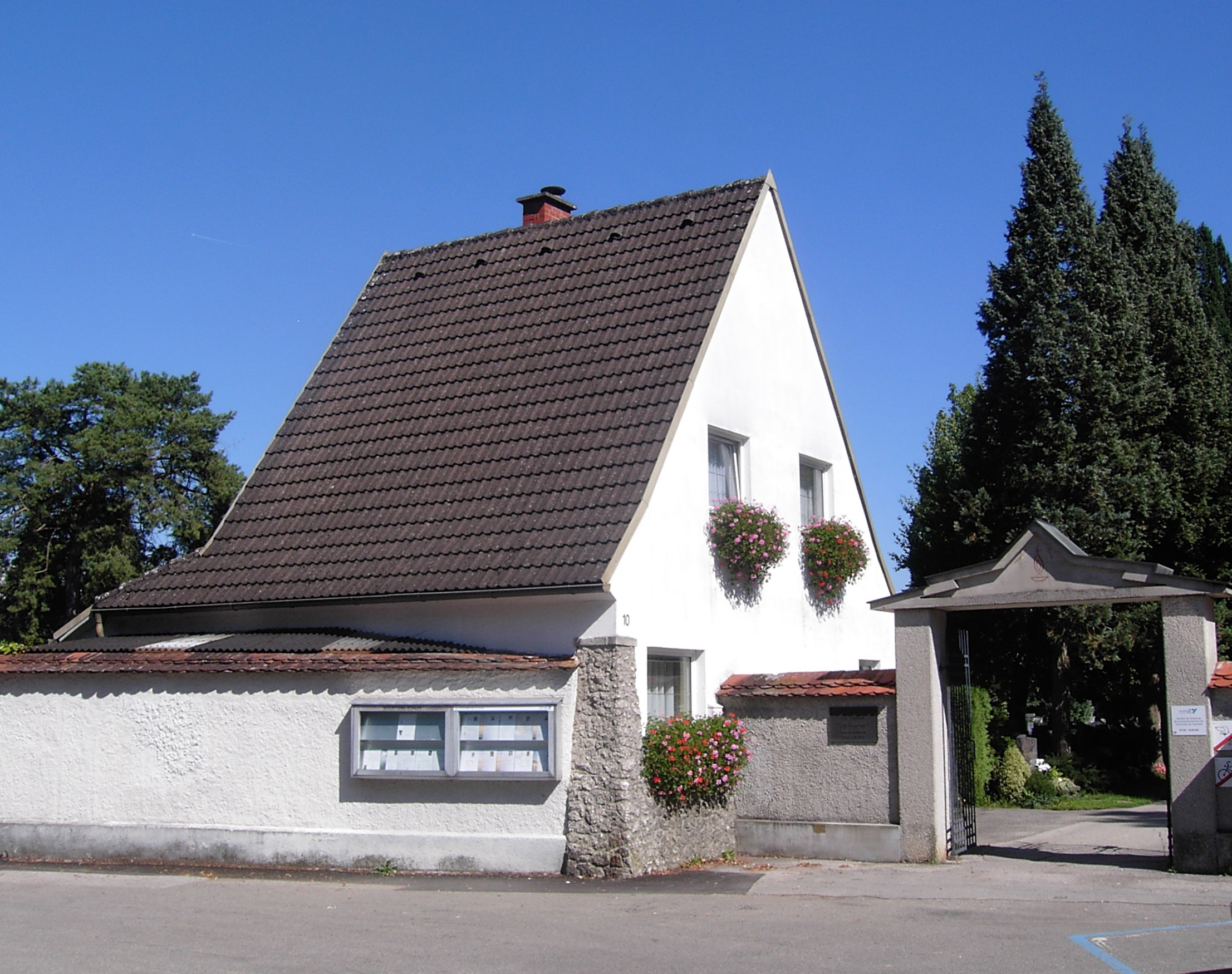
Eingang Taborweg von außen mit Wärterhaus
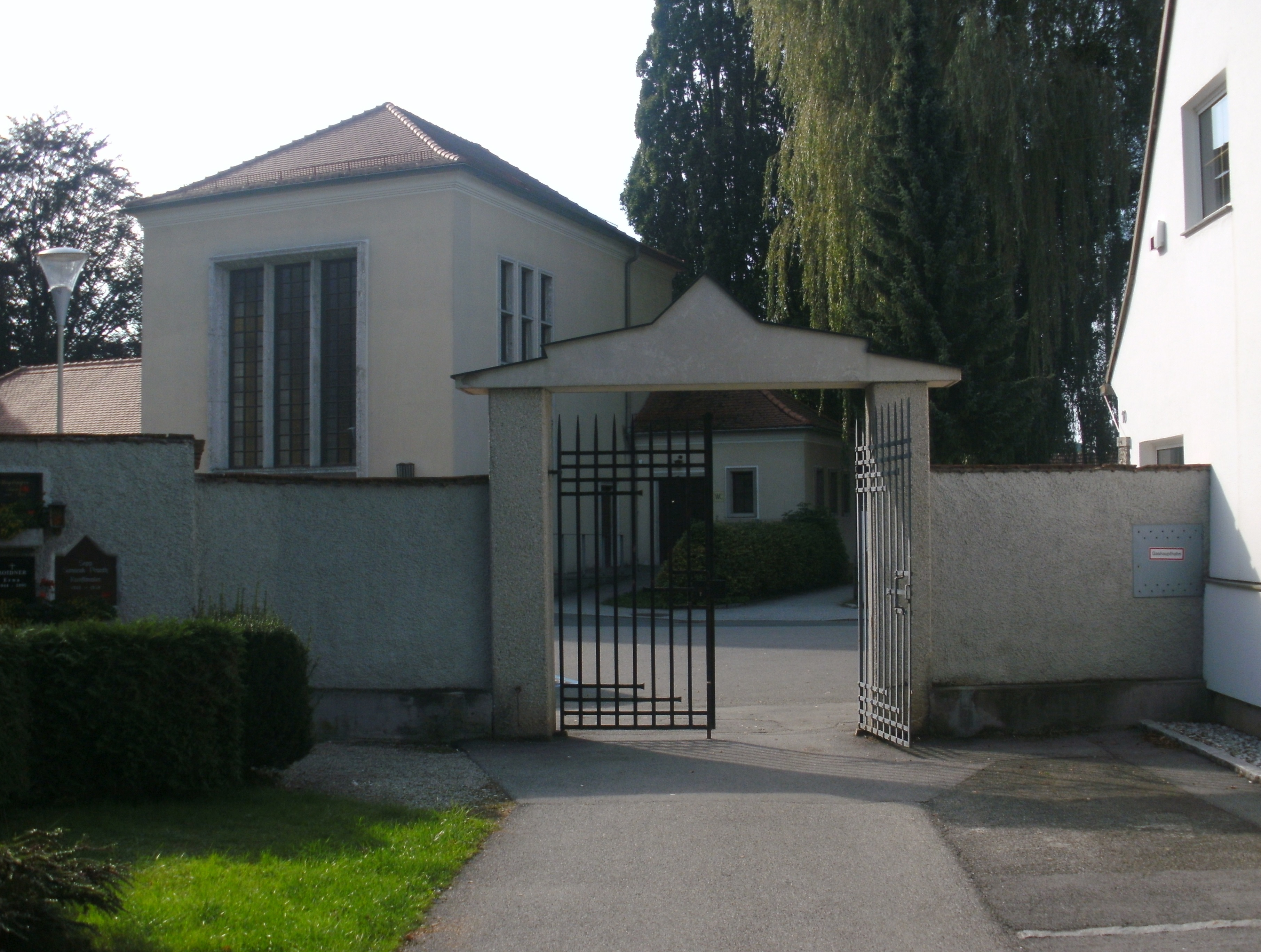
Eingang Taborweg von innen
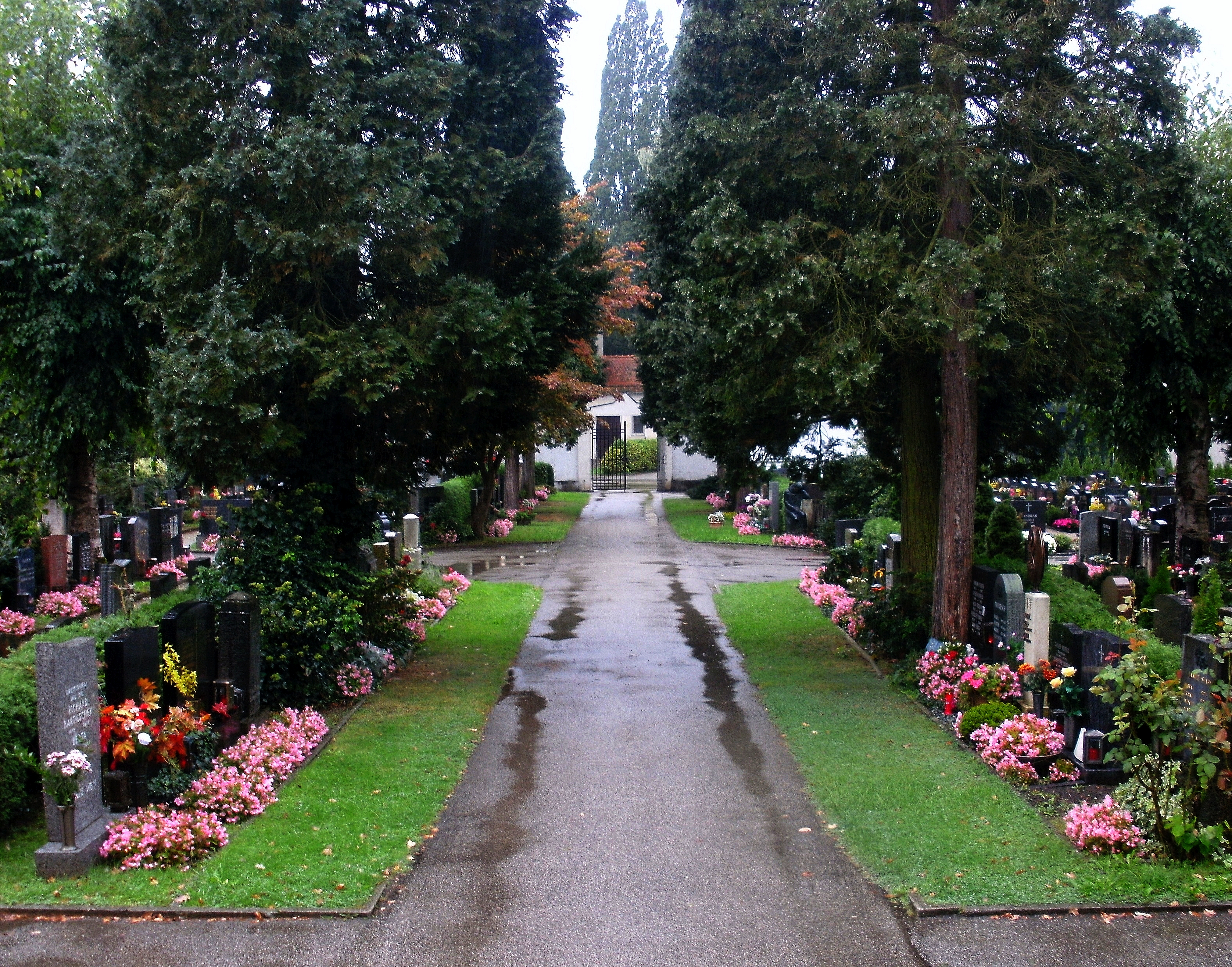
Blick vom Krematorium zum Eingang Taborweg
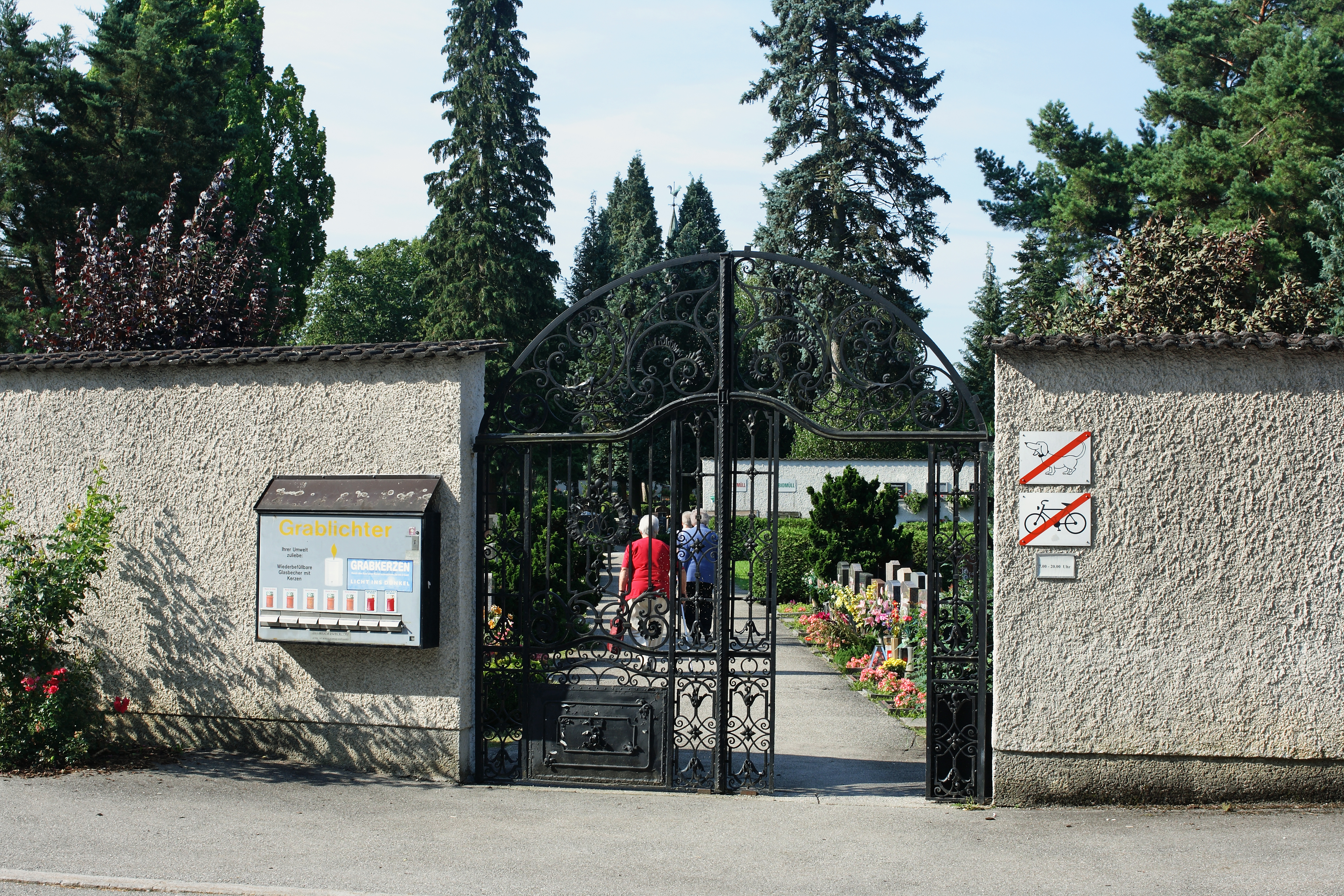
Eingang Industriestraße

### Krematorium

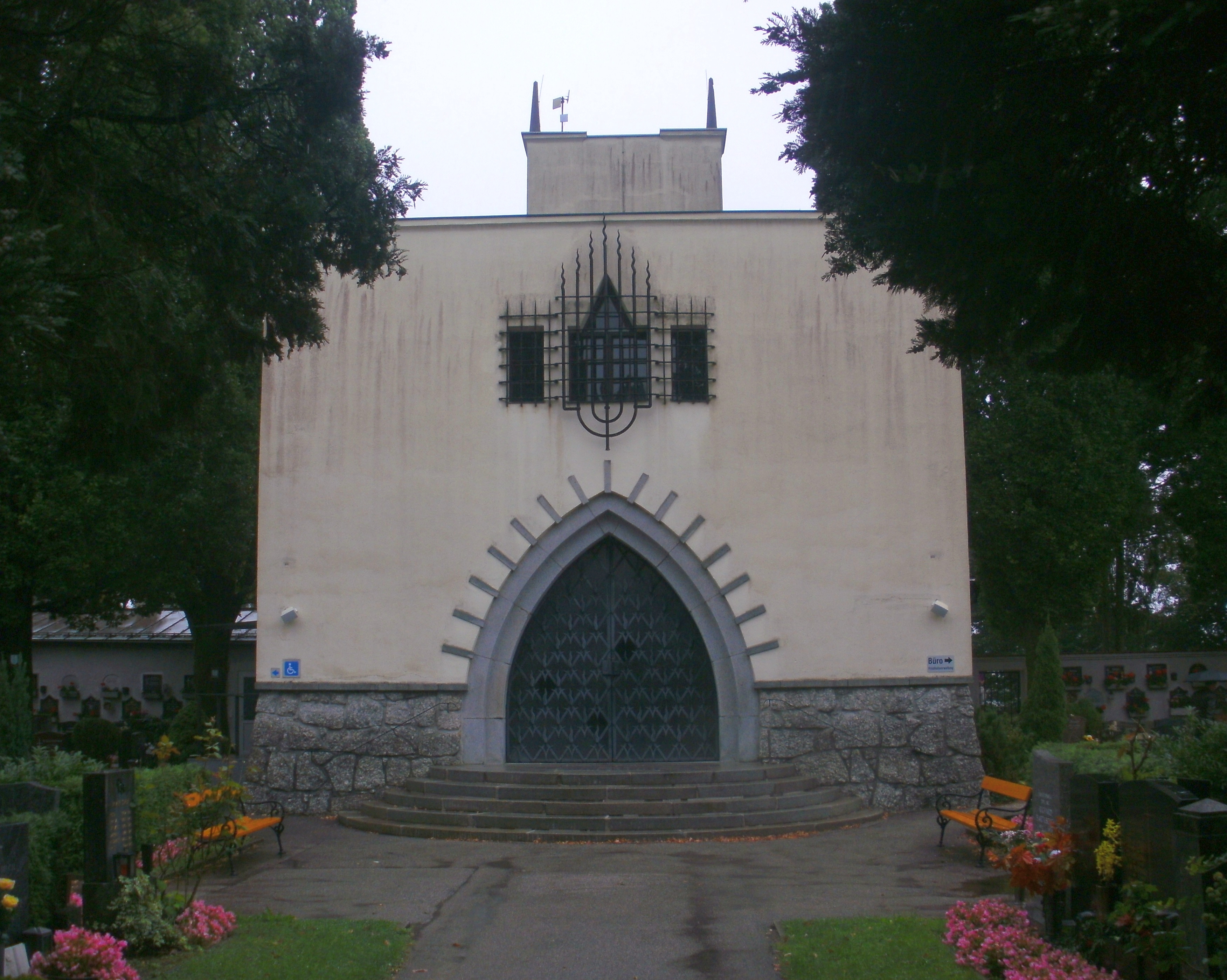
Hauptfront des Krematoriums mit Spitzbogenportal
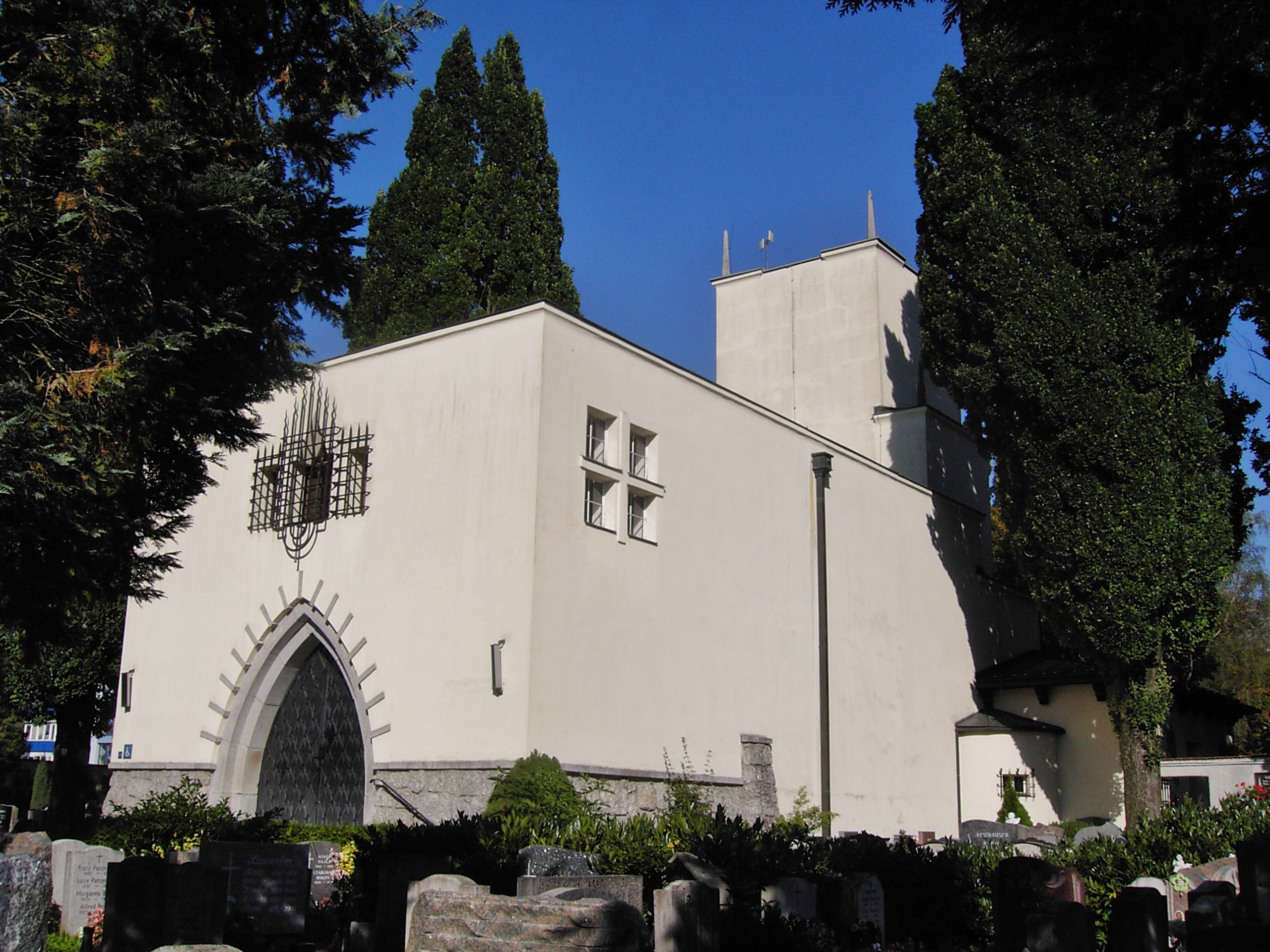
Verabschiedungshalle des Krematoriums
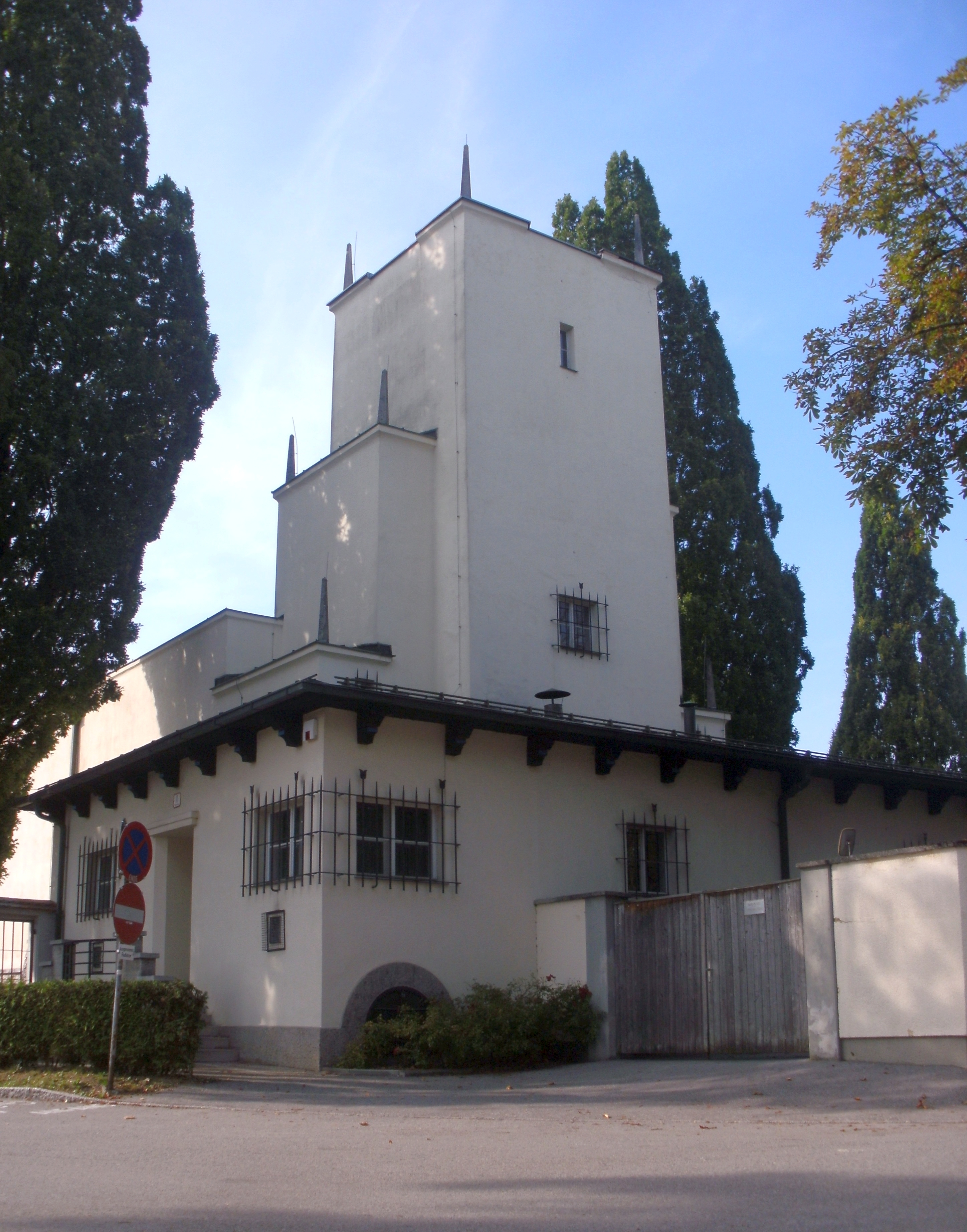
Verwaltungsgebäude des Krematoriums
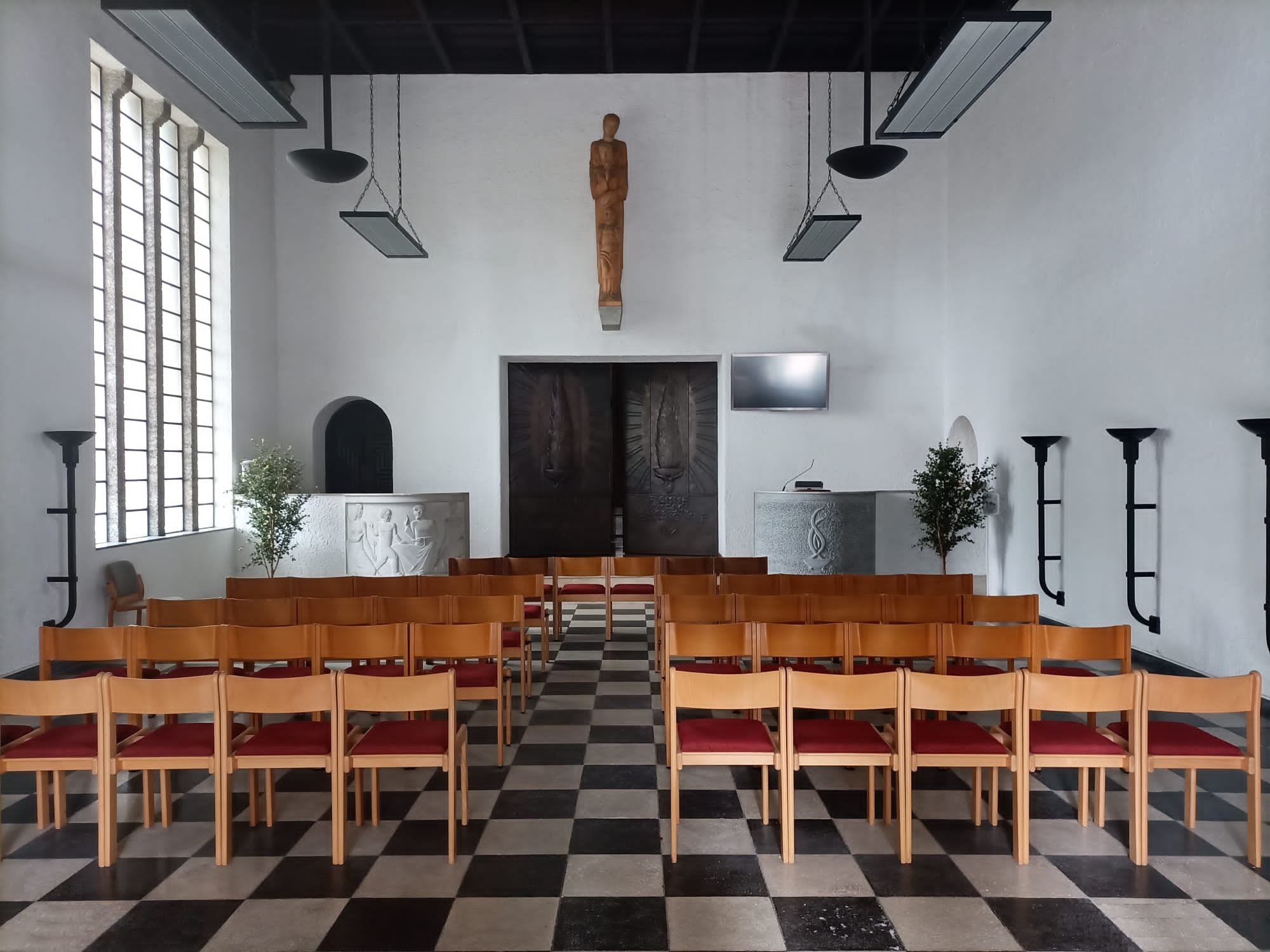
Inneres der Verabschiedungshalle

### Urnenfriedhof

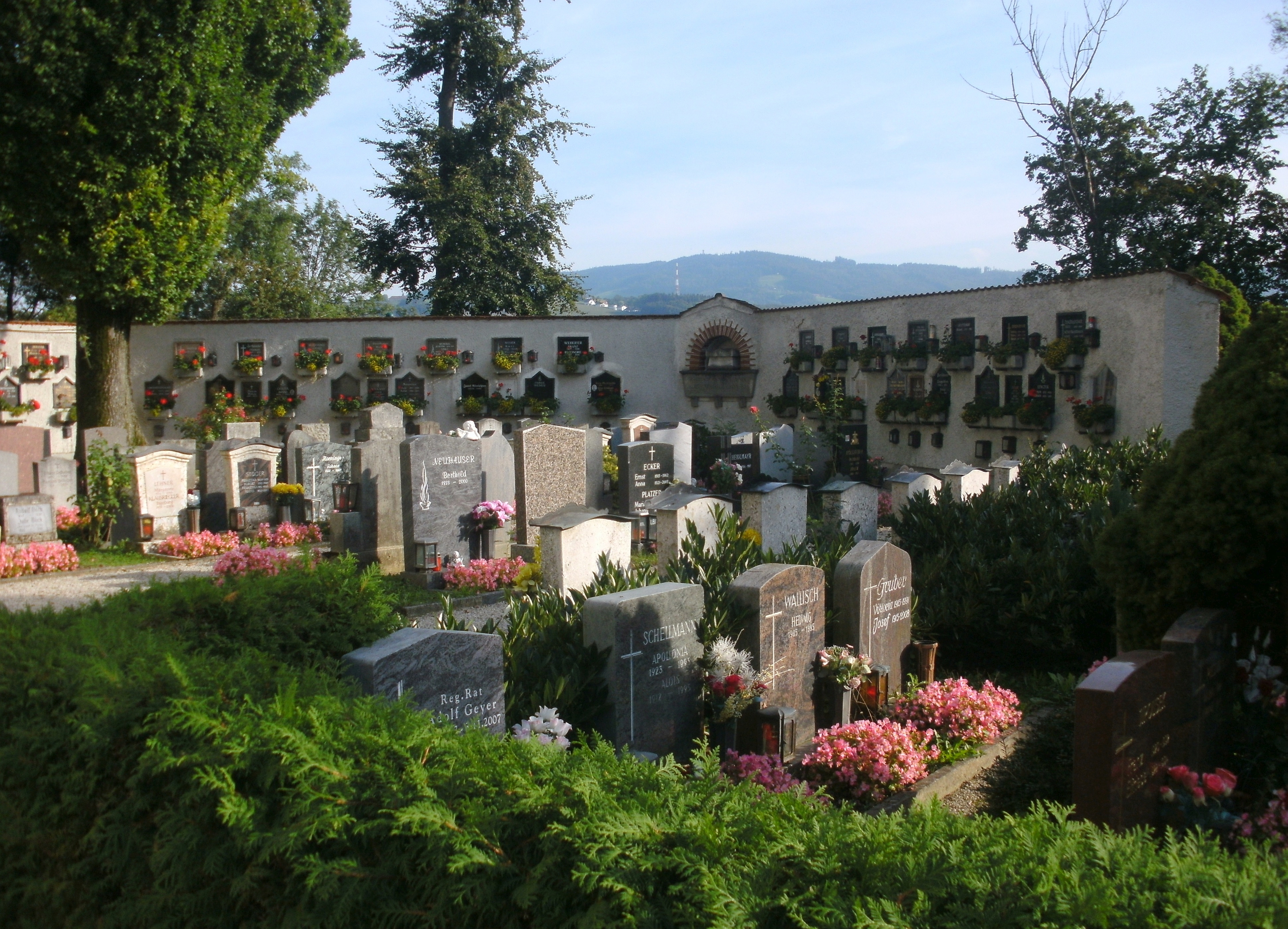
Urnenfriedhof
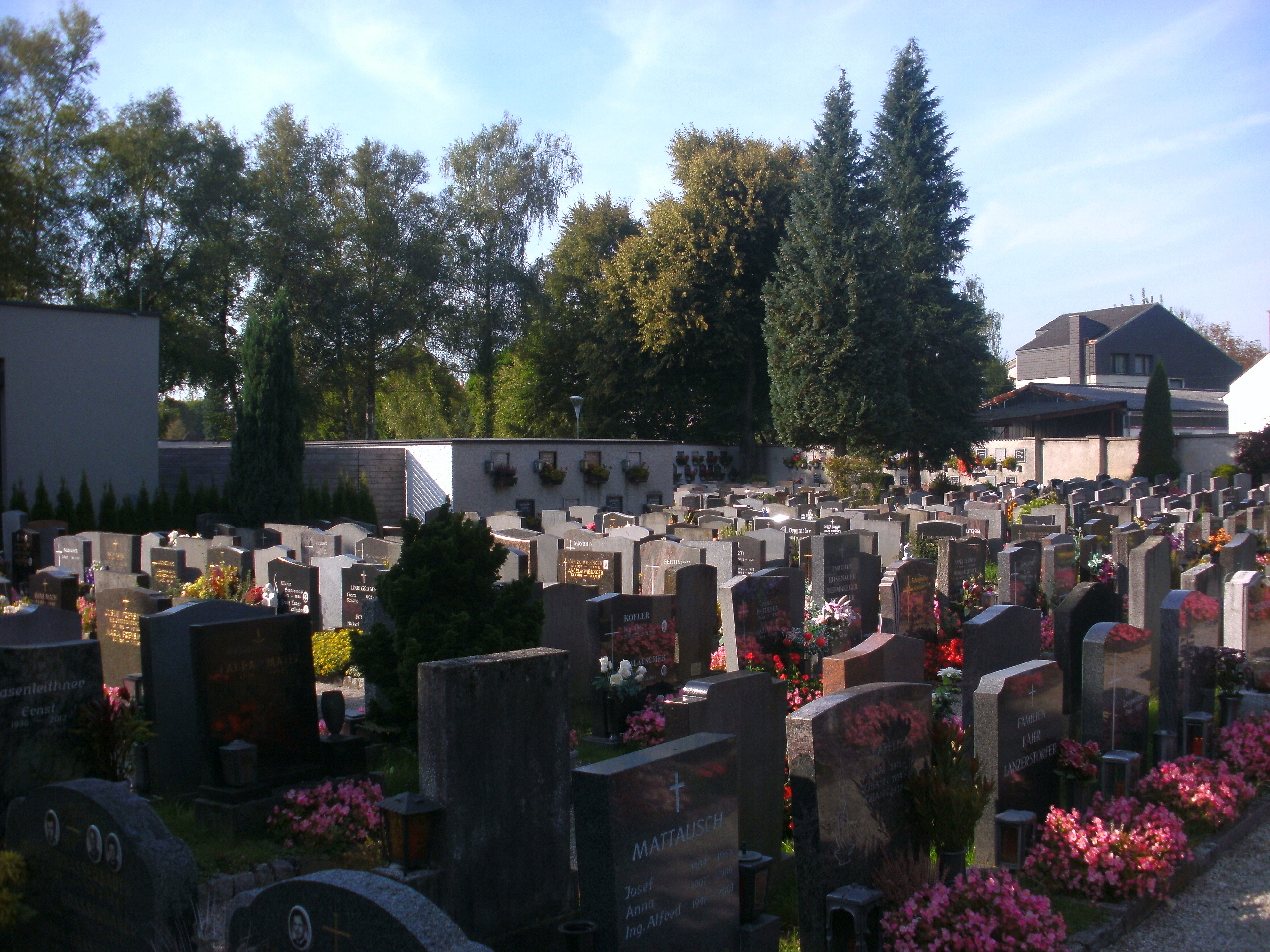
Urnenfriedhof
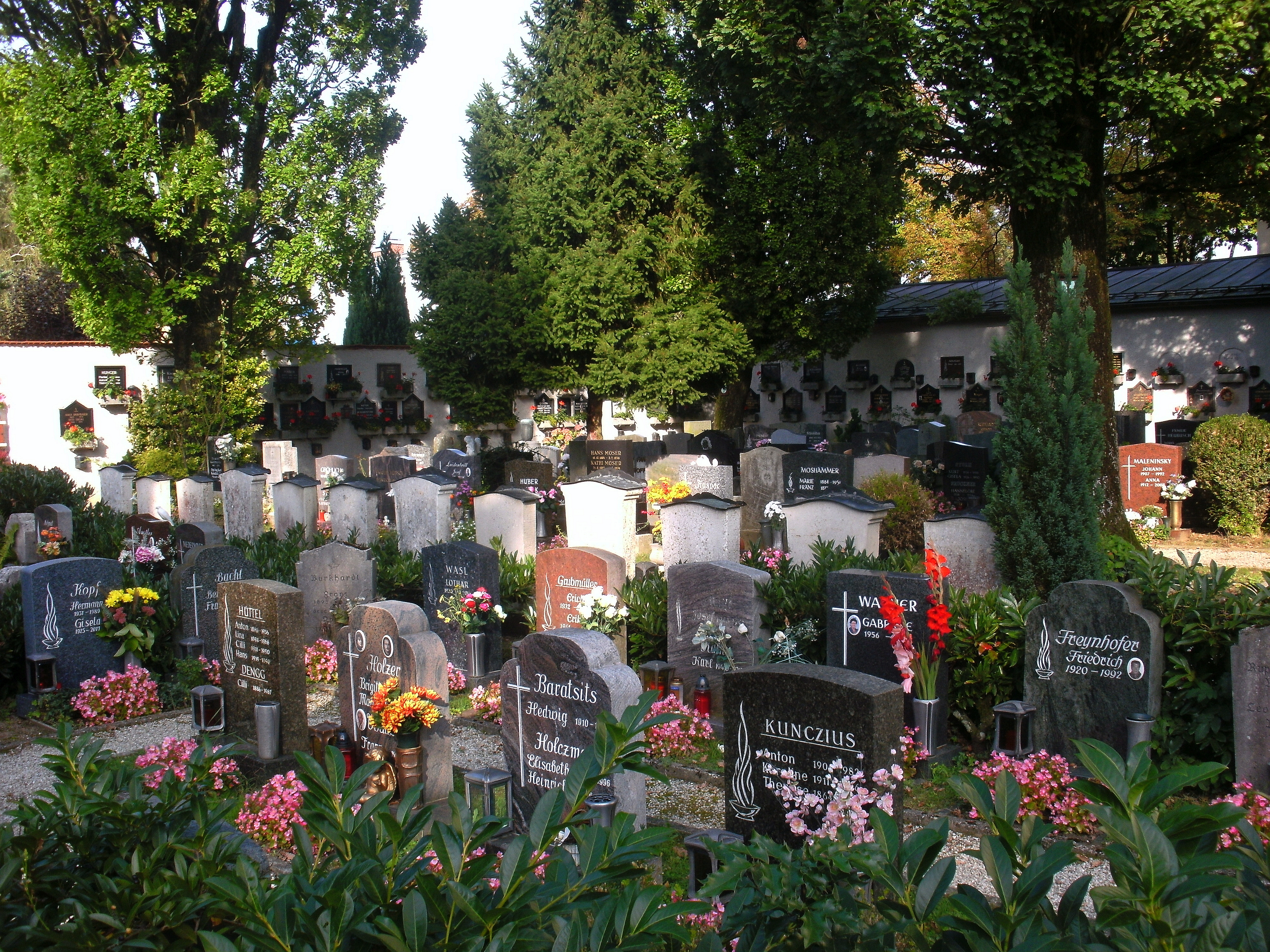
Urnenfriedhof
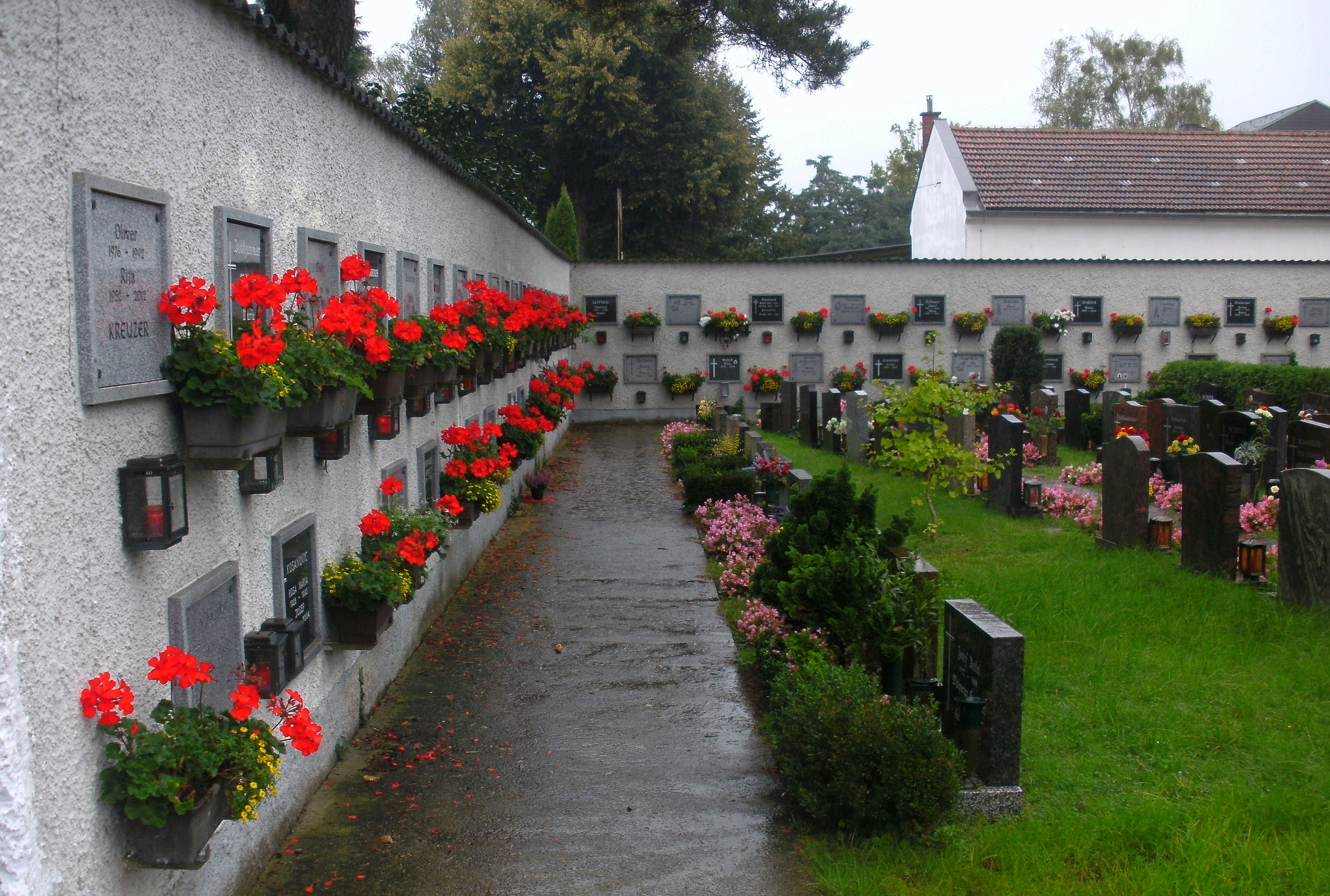
Urnenfriedhof

### Gedenkstätten

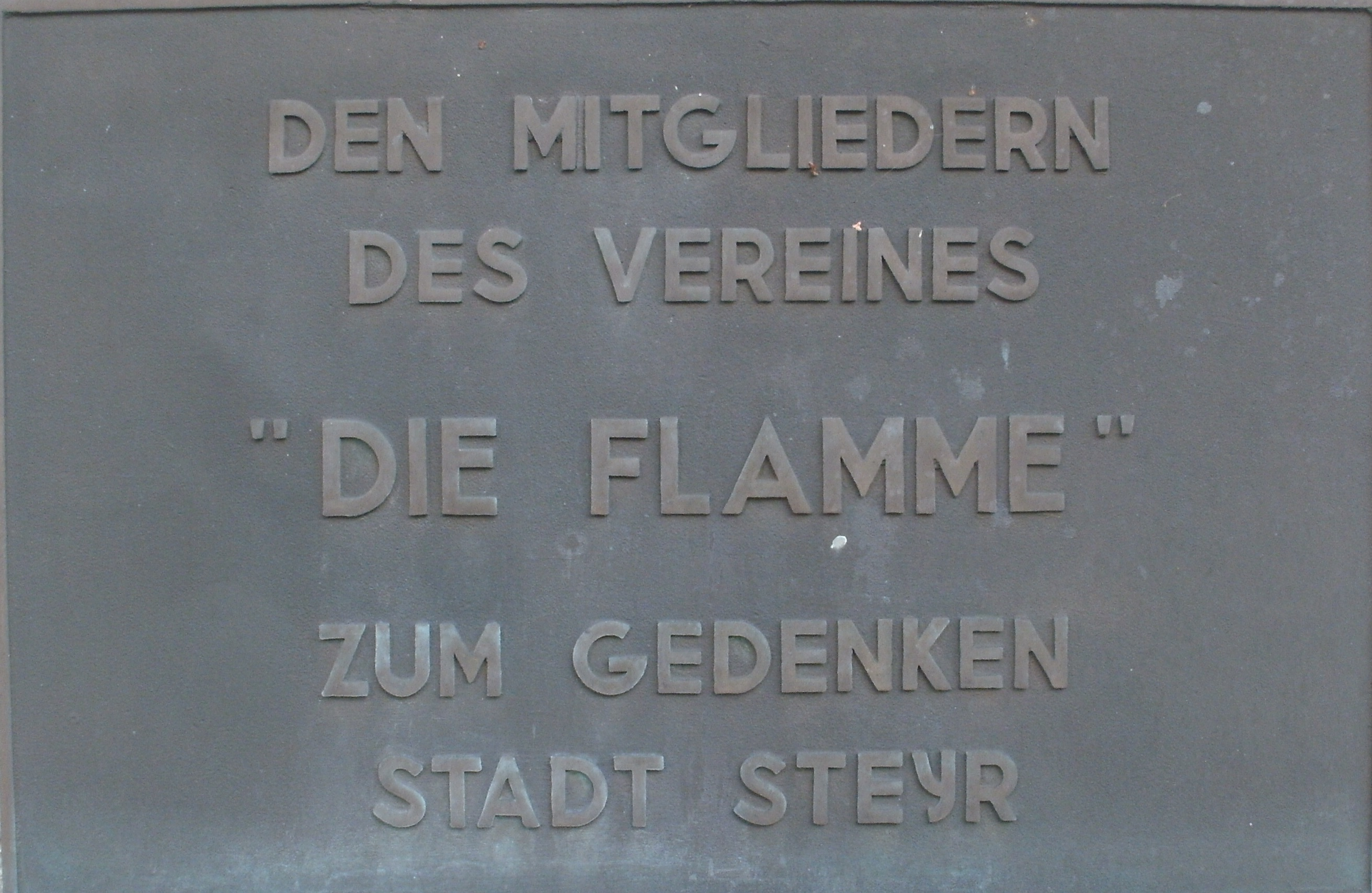
Gedenktafel für den Verein „Die Flamme“
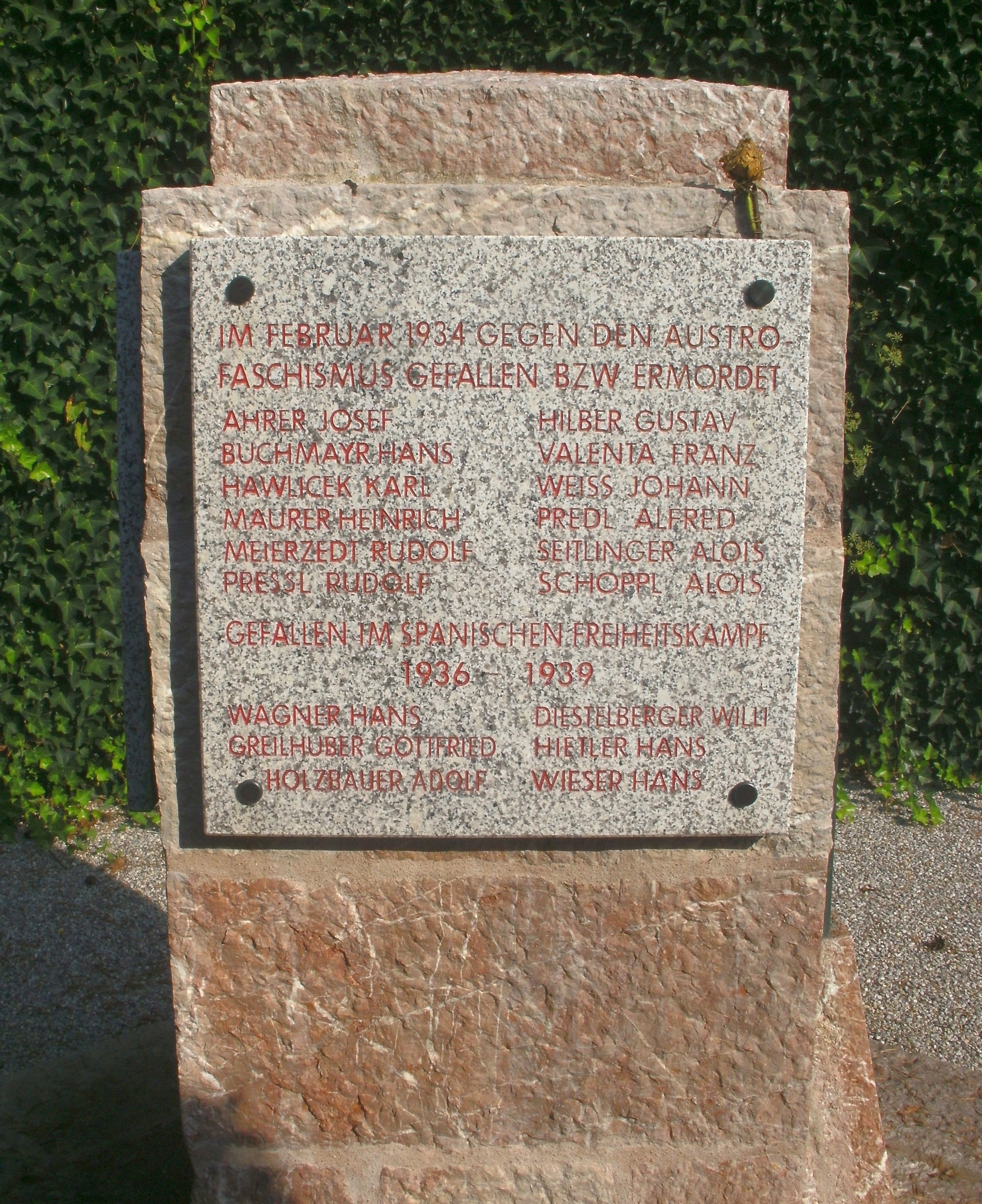
Gedenktafel für Februar- und Spanienkämpfer
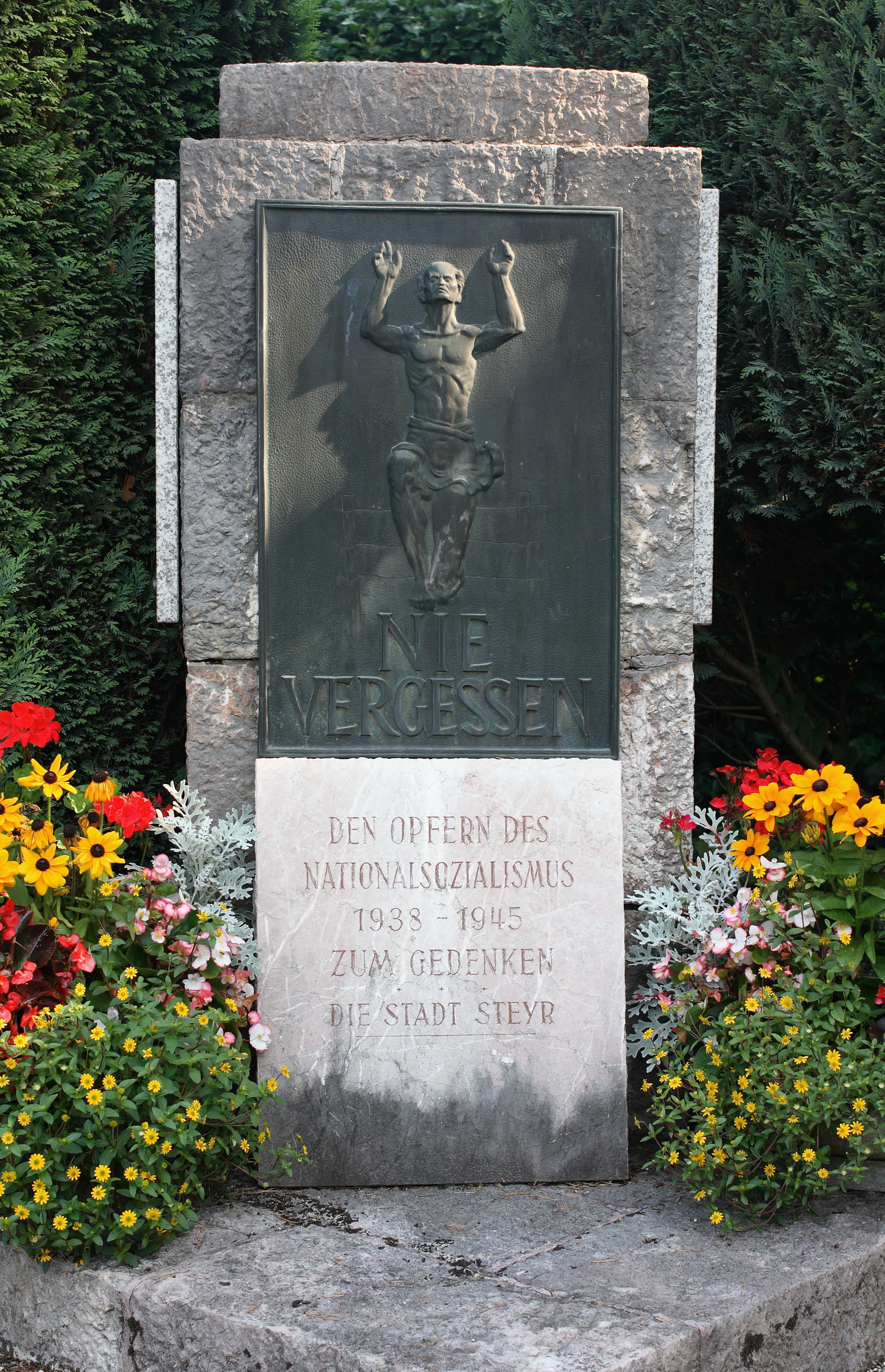
Mahnmal der Stadt Steyr für die Opfer des Nationalsozialismus
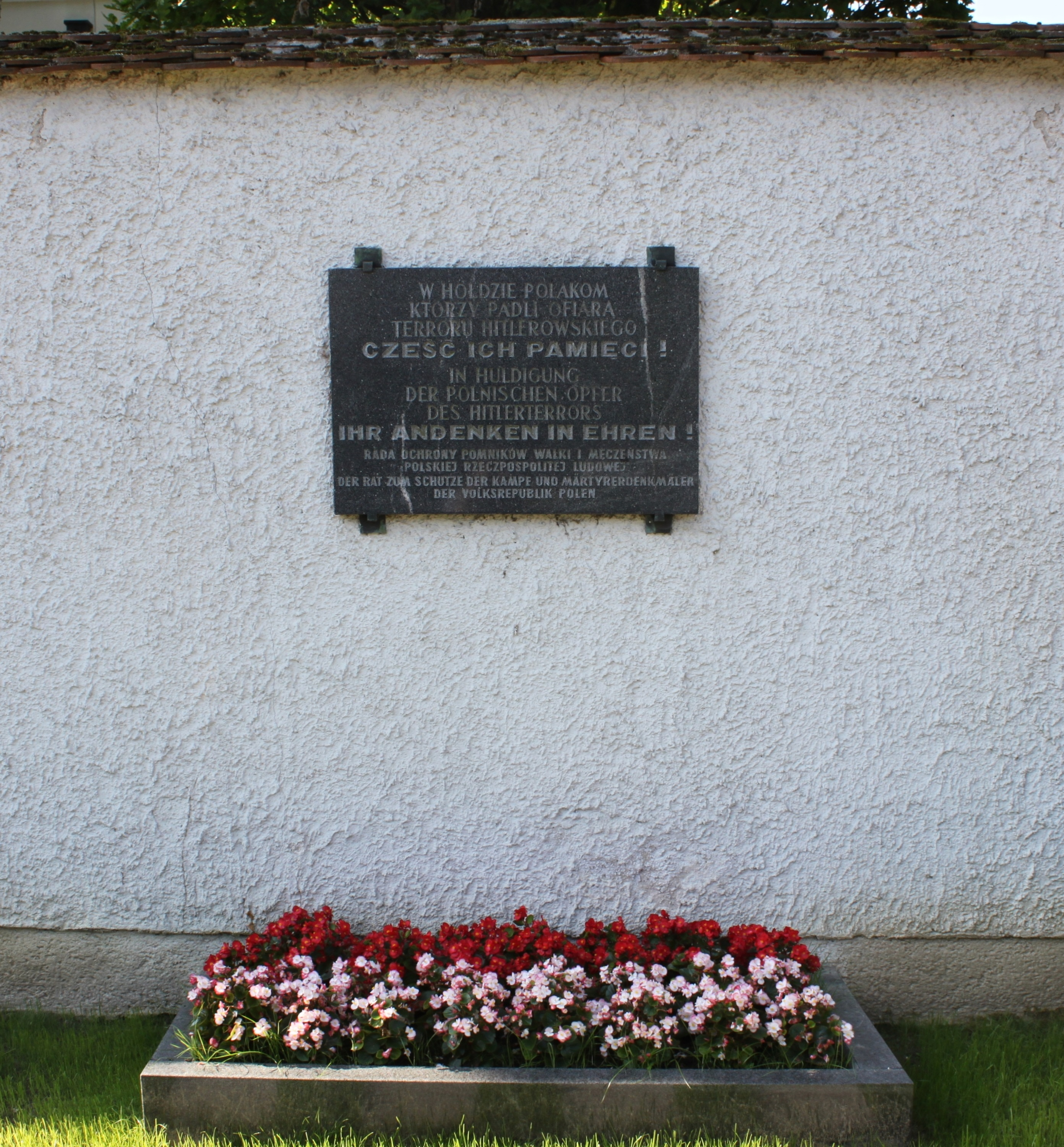
Gedenkstätte der Volksrepublik Polen